# 2016年二十国集团杭州峰会

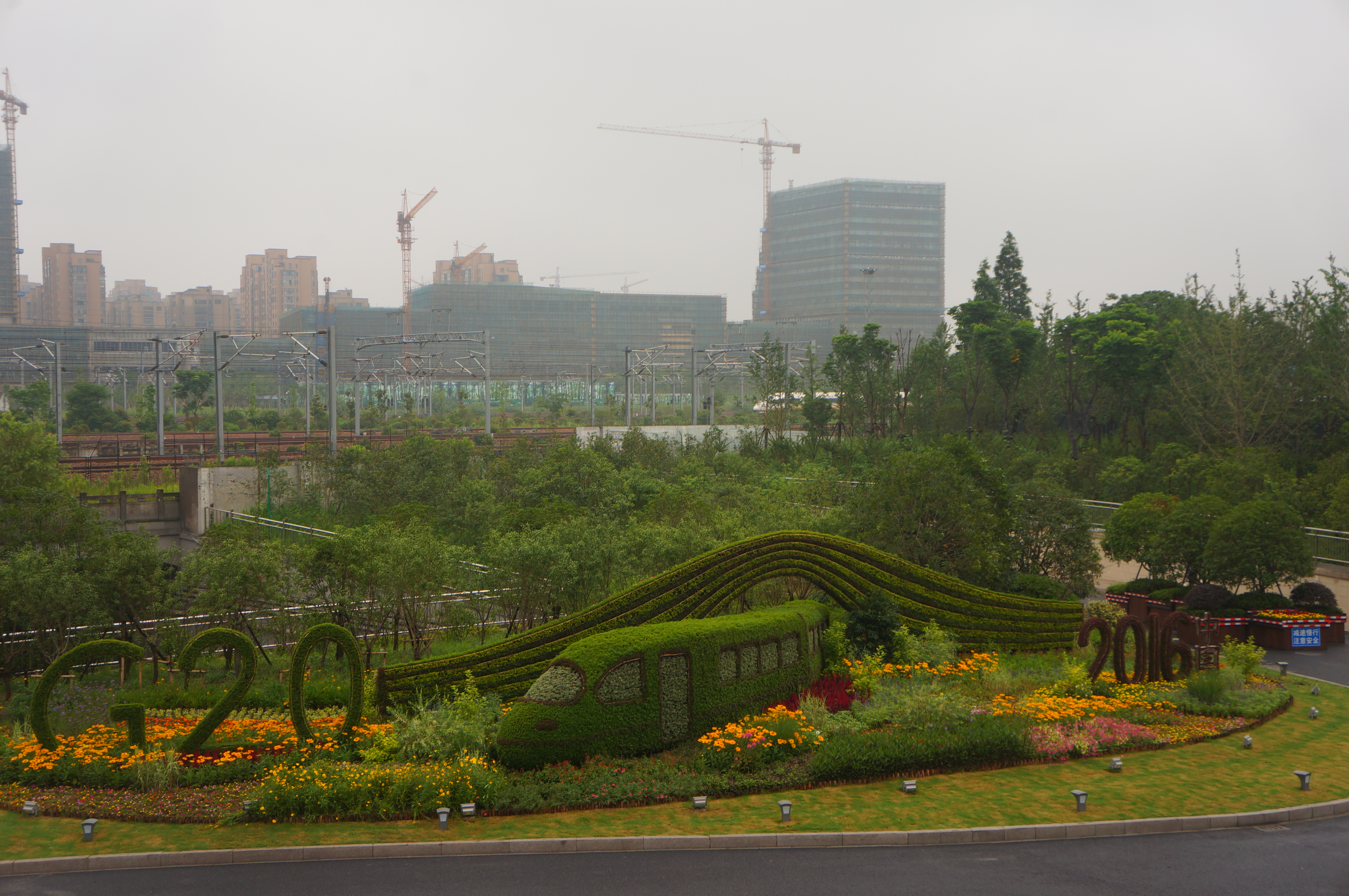
杭州东站外的G20杭州峰会主题绿植

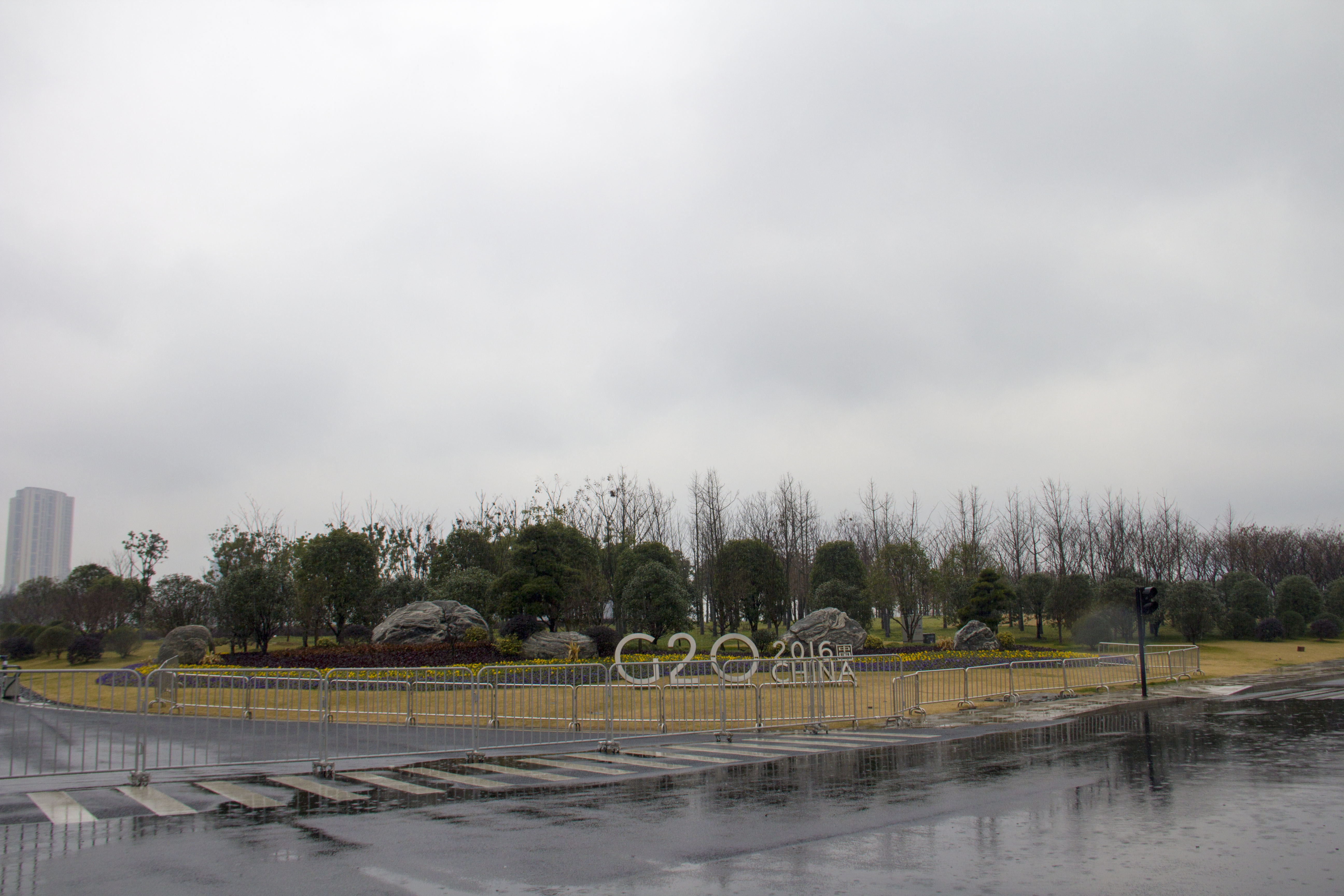
杭州国际博览中心旁的牌子

2016年二十国集团杭州峰会（英語：2016 G20 Hangzhou summit）是二十國集團第十一次领导人峰会。2016年9月4日至5日在浙江省杭州市举行。这是中国首次举办二十国集团领导人峰会，也是继韩国举办2010年二十国集团首尔峰会之后第二次在亚洲国家举办这项峰会。
中国把2016年峰会主题确为“构建创新、活力、联动、包容的世界经济”。中方从创新增长方式、完善全球经济金融治理、促进国际贸易和投资、推动包容联动式发展4个领域进行峰会筹备工作。

## 筹备工作
2015年12月1日，中国正式接任二十国集团主席国。当天上午，G20杭州峰会筹备工作动员大会在浙江省人民大会堂举行。中共浙江省委书记夏宝龙出席动员大会并讲话。2016年G20领导人峰会官方网站（www.g20.org及www.g20chn.org）也于当天正式开通，并公布了G20杭州峰会会标。
2016年1月14日，二十国集团峰会第一次协调人会议在北京国际饭店开幕。二十国集团成员、嘉宾国和国际组织协调人等中外代表400多人与会。杨洁篪强调，杭州峰会主题是“构建创新、活力、联动、包容的世界经济”，全年工作将围绕“创新增长方式”“更高效的全球经济金融治理”“强劲的国际贸易和投资”“包容和联动式发展”4项重点议题展开。
2016年8月15日，中华人民共和国外交部在蓝厅举行二十国集团杭州峰会中外媒体吹风会。中共浙江省委常委、杭州市委书记赵一德通报G20杭州峰会筹备工作情况，决定以杭州国际博览中心作为G20峰会会址，以杭州国际会议中心作为工商峰会会址。同时，外交部发言人陆慷宣布，G20杭州峰会将于2016年9月4日至5日在浙江杭州举行，而工商峰会将于9月3日至4日在浙江杭州举行。

## 会标
G20杭州峰会会标的设计者是中国美术学院设计学院副教授袁由敏。在设计会标期间，设计团队一开始设计了7套方向性方案，其中3套都以“桥”因素作为载体，最终以“全球经济增长之桥、国际社会合作之桥、面向未来的共赢之桥”的设计作为会标。据设计者自称，会标里的桥有很多释义。一方面，桥作为连接双边、构建对话的载体，代表了开放、包容、理解和沟通；另一方面，杭州城内桥梁多，桥是杭州特有的一个文化符号，它很好地回应了“G20峰会旨在推动已工业化的发达国家和新兴市场国家之间就实质性问题进行开放及有建设性的讨论和研究，以寻求合作并促进国际金融稳定和经济的持续增长”的会议内涵。而会标中的原型桥并未具体说明。从整个会标来看，20根线条代表20个国家；标上的桥也正连接着“左东右西”，两端没有封闭；圆形的桥洞代表了G20中的“〇”，寓意着这是一次平等、互通、开放的圆桌会议。

## 与会领袖
2016年8月24日，外交部发言人陆慷发布出席本届会议的外方领导人和国际组织负责人名单，详情如下：

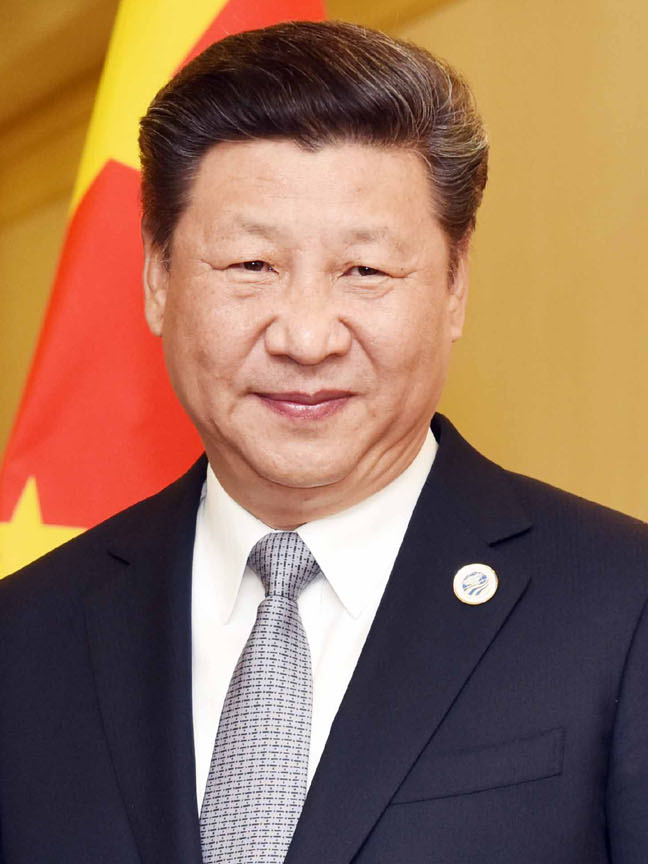
中国（主办国） 国家主席习近平
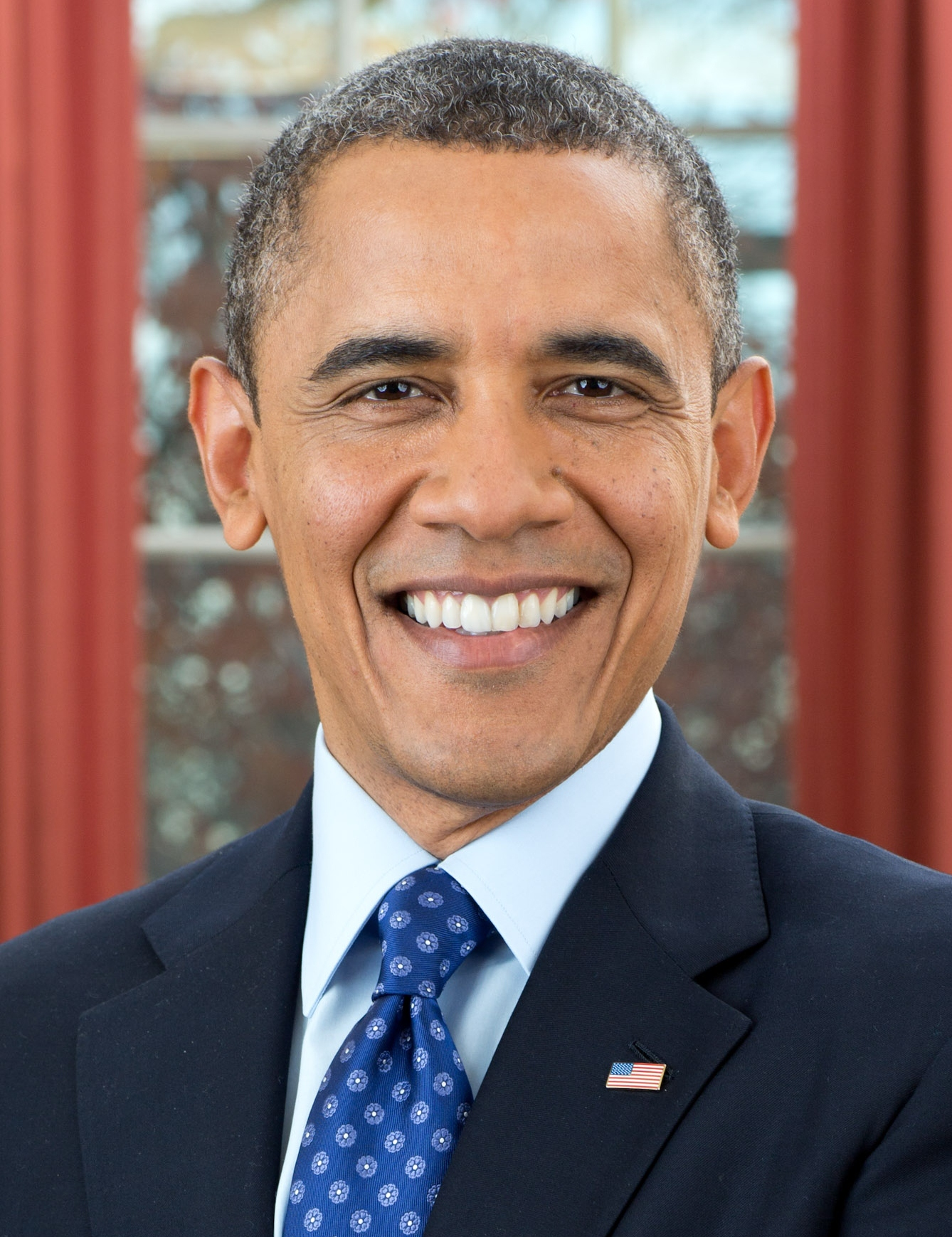
美国 總統巴拉克·歐巴馬
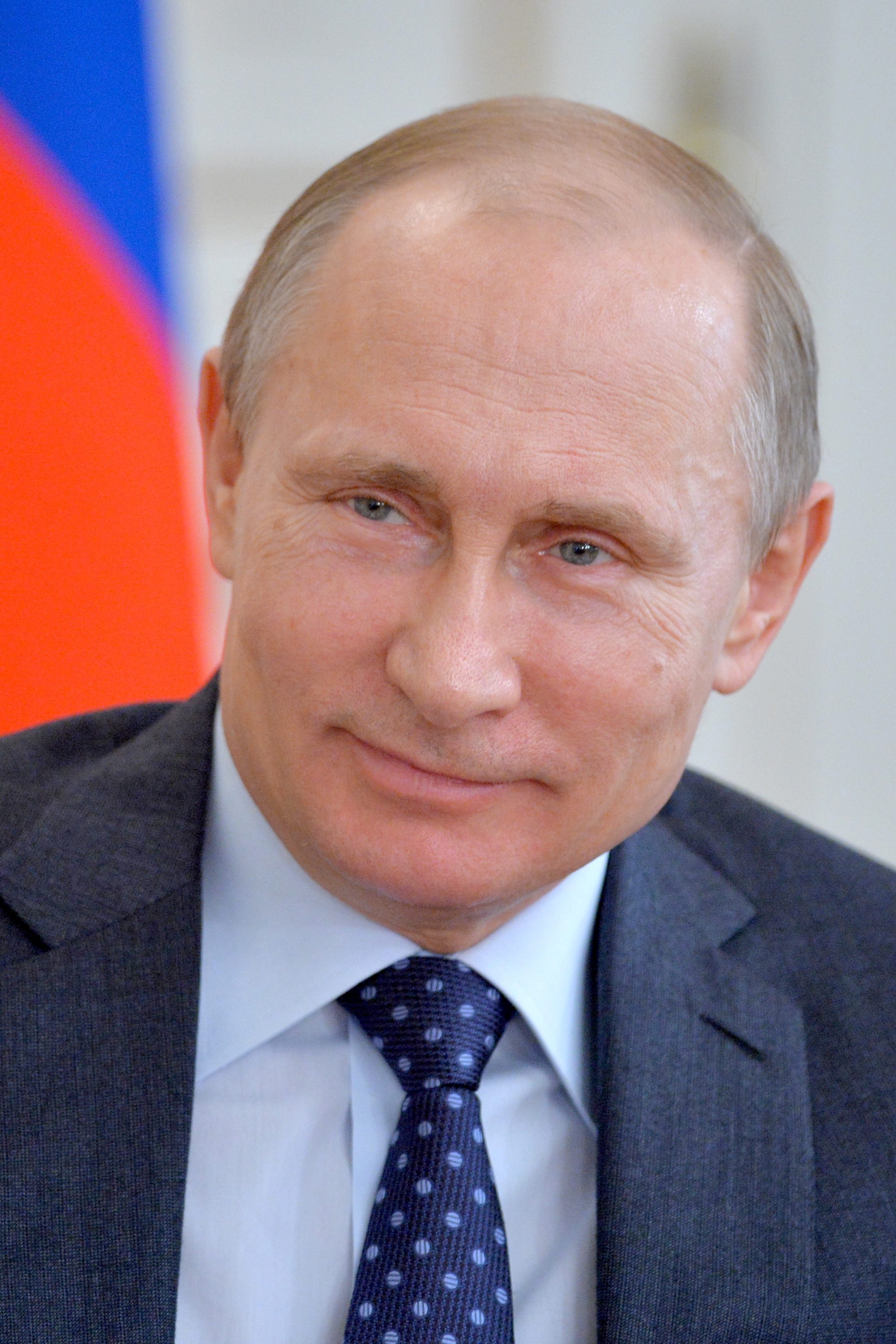
俄羅斯 總統弗拉基米尔·弗拉基米罗维奇·普京
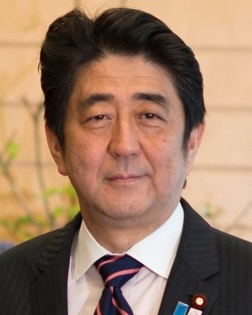
日本 總理大臣安倍晉三
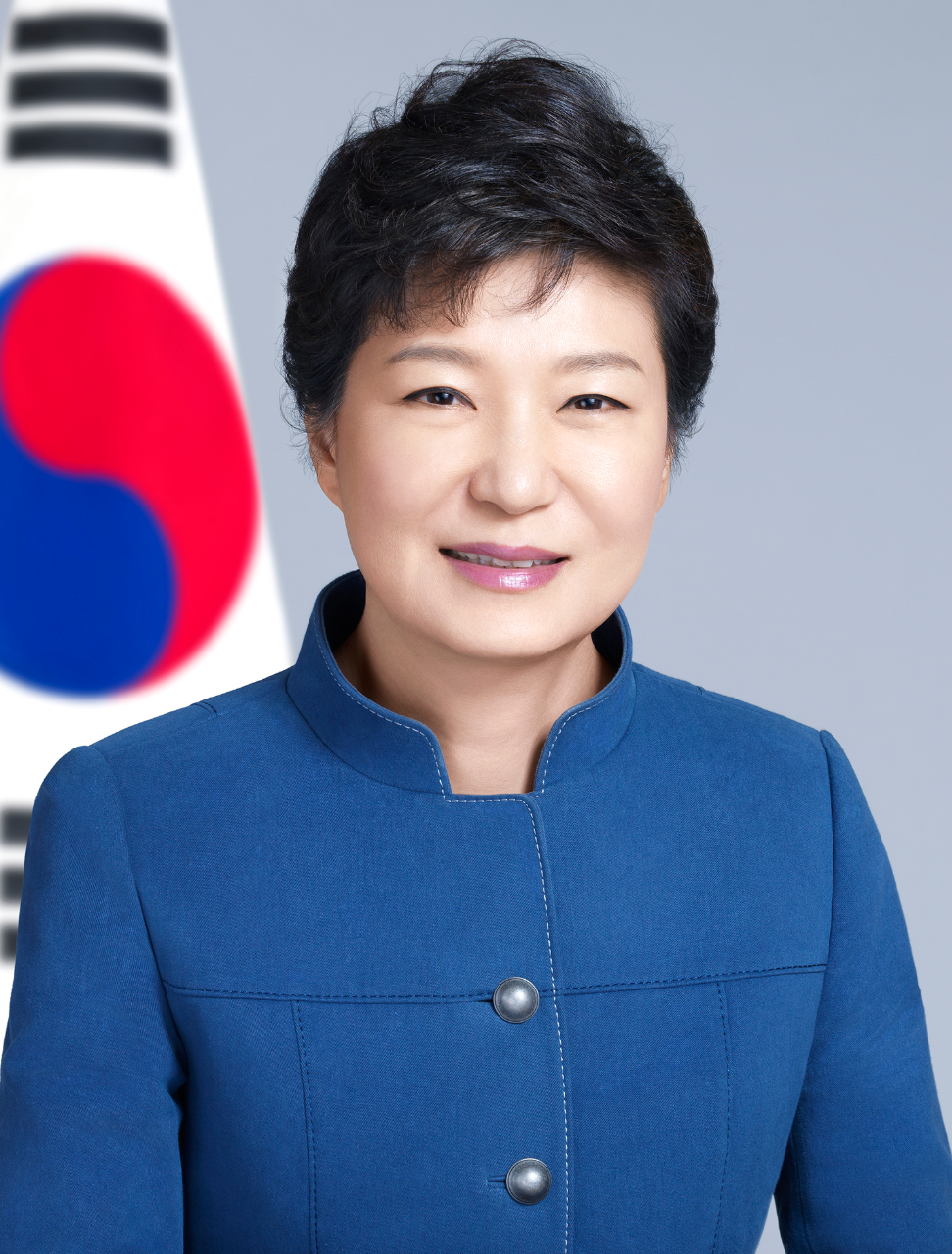
大韓民國 總統朴槿惠
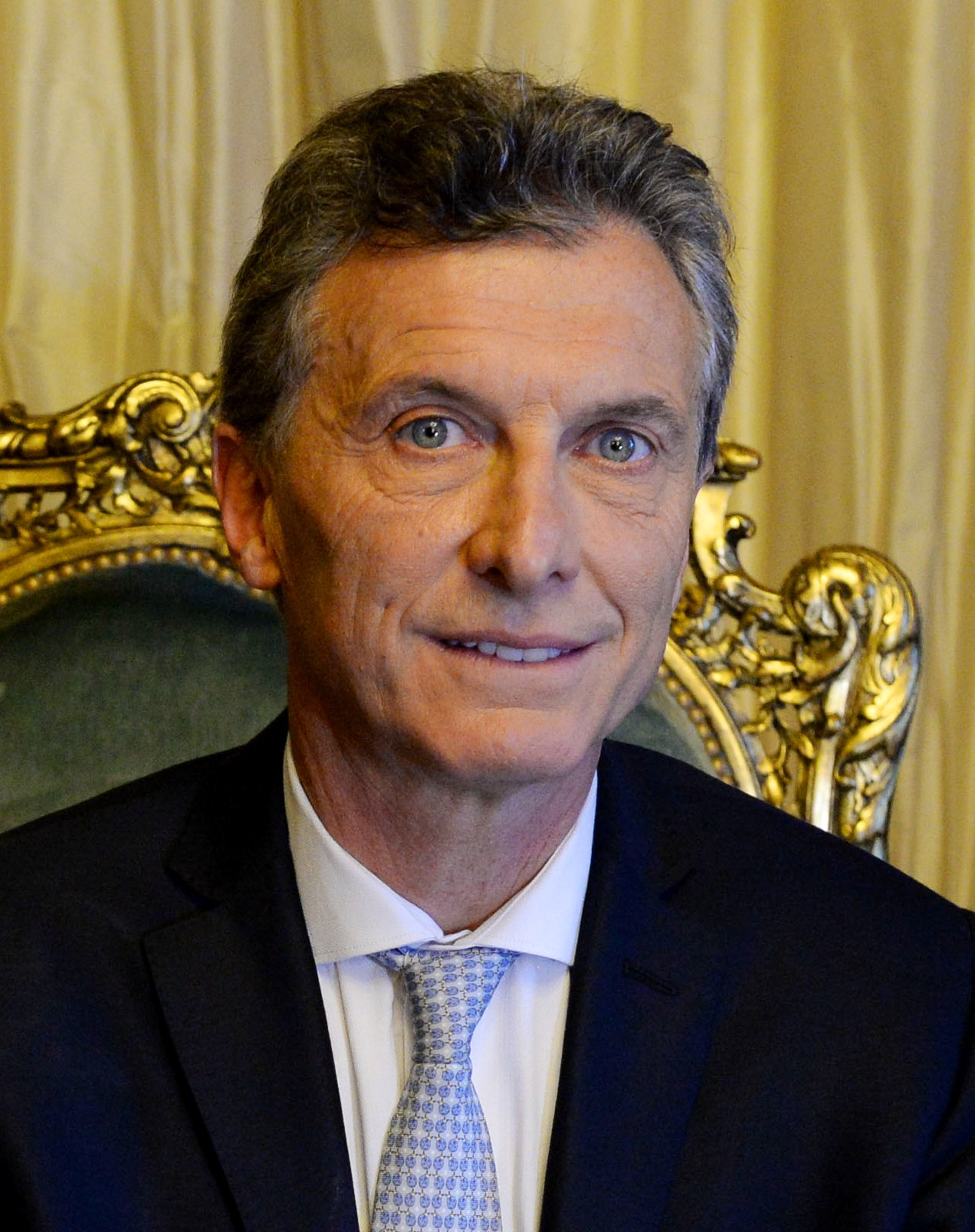
阿根廷 总统毛里西奥·马克里
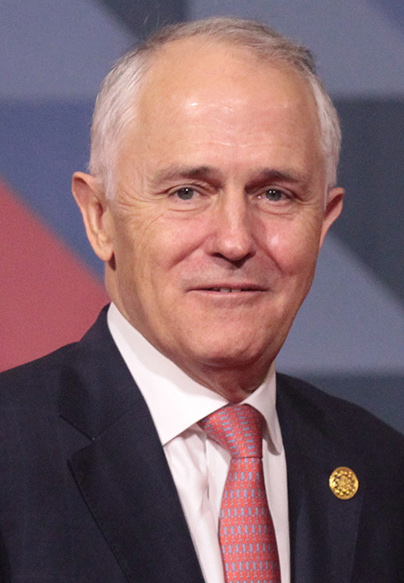
总理马尔科姆·特恩布尔
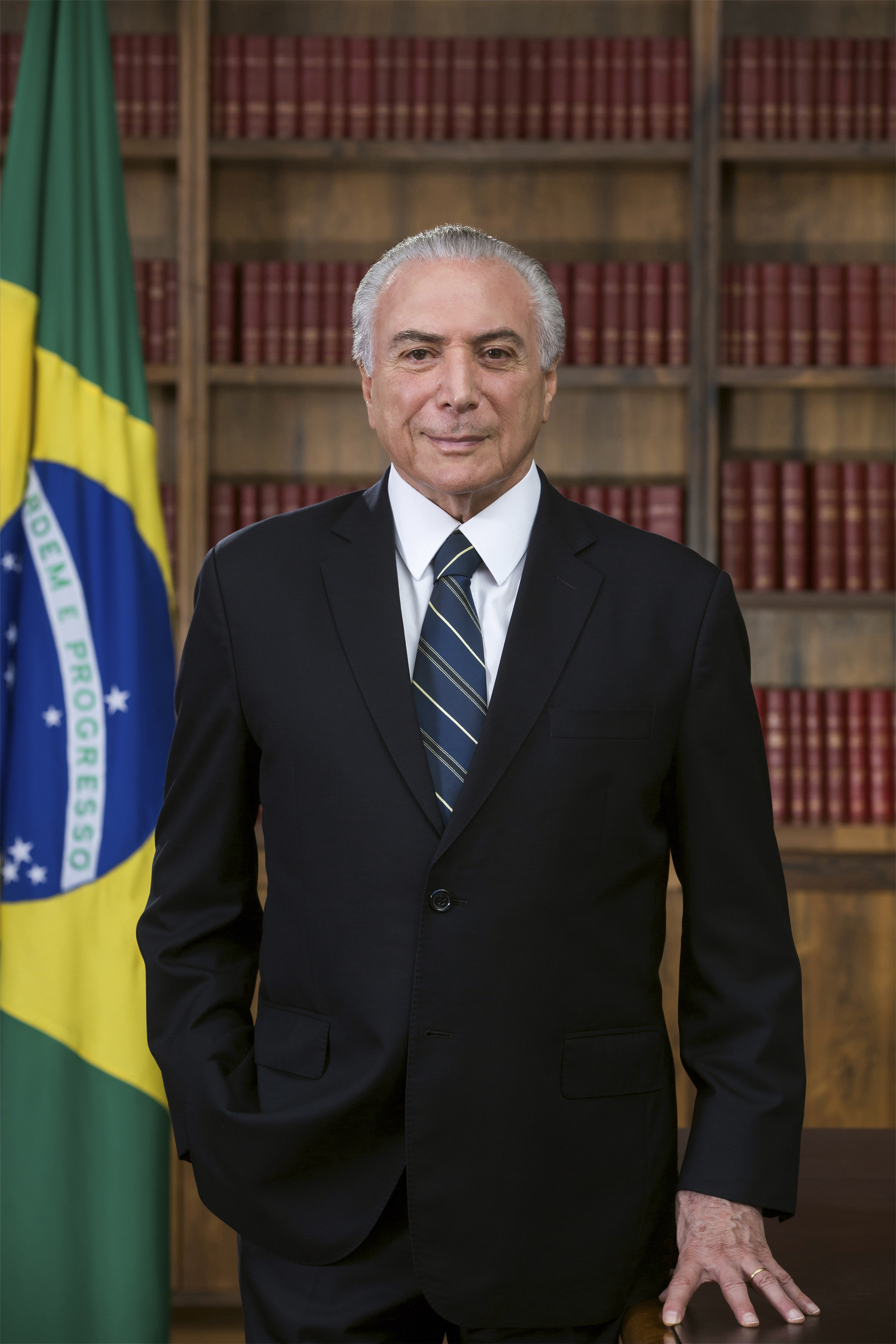
巴西 总统米歇尔·特梅尔
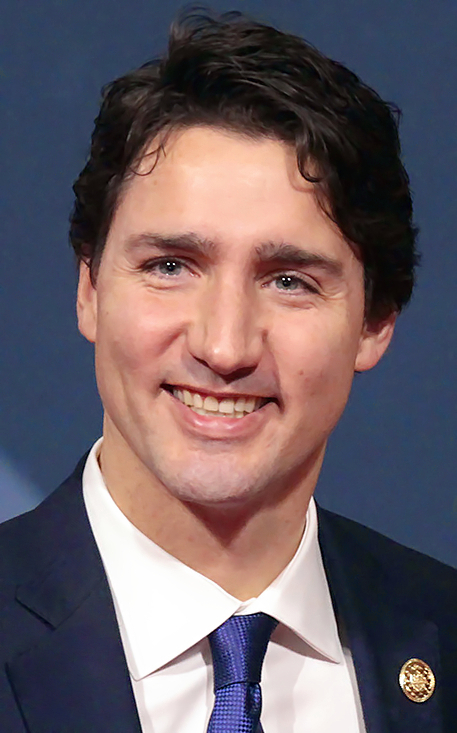
加拿大 总理贾斯汀·特鲁多
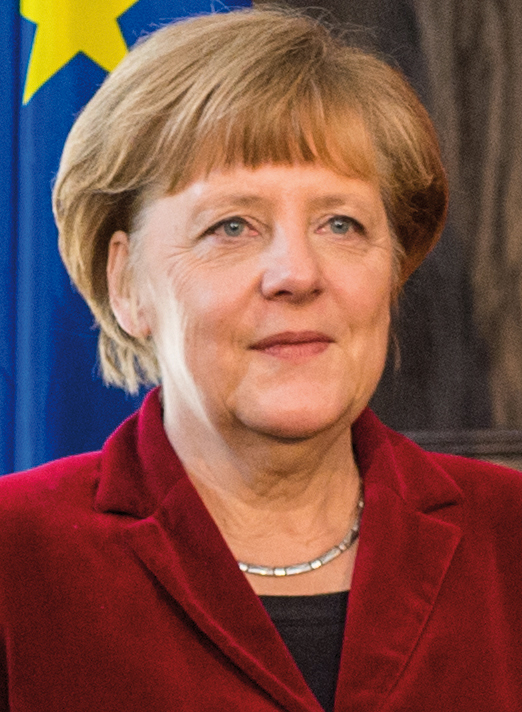
德国 總理安格拉·梅克爾
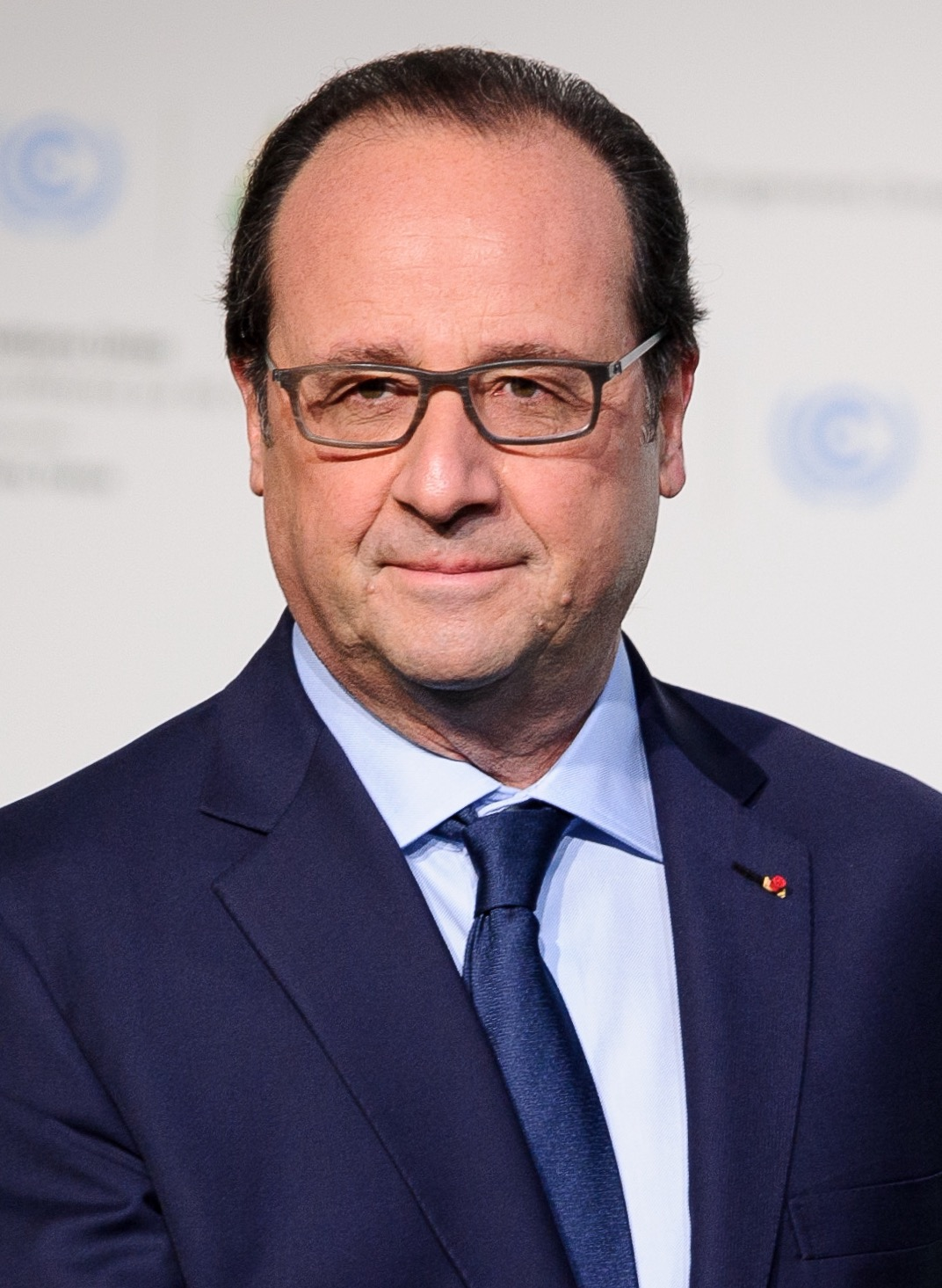
法國 總統法蘭索瓦·歐蘭德
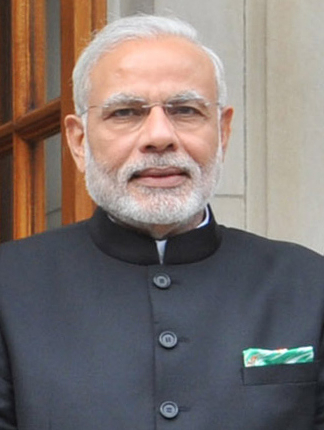
印度 總理納倫德拉·莫迪
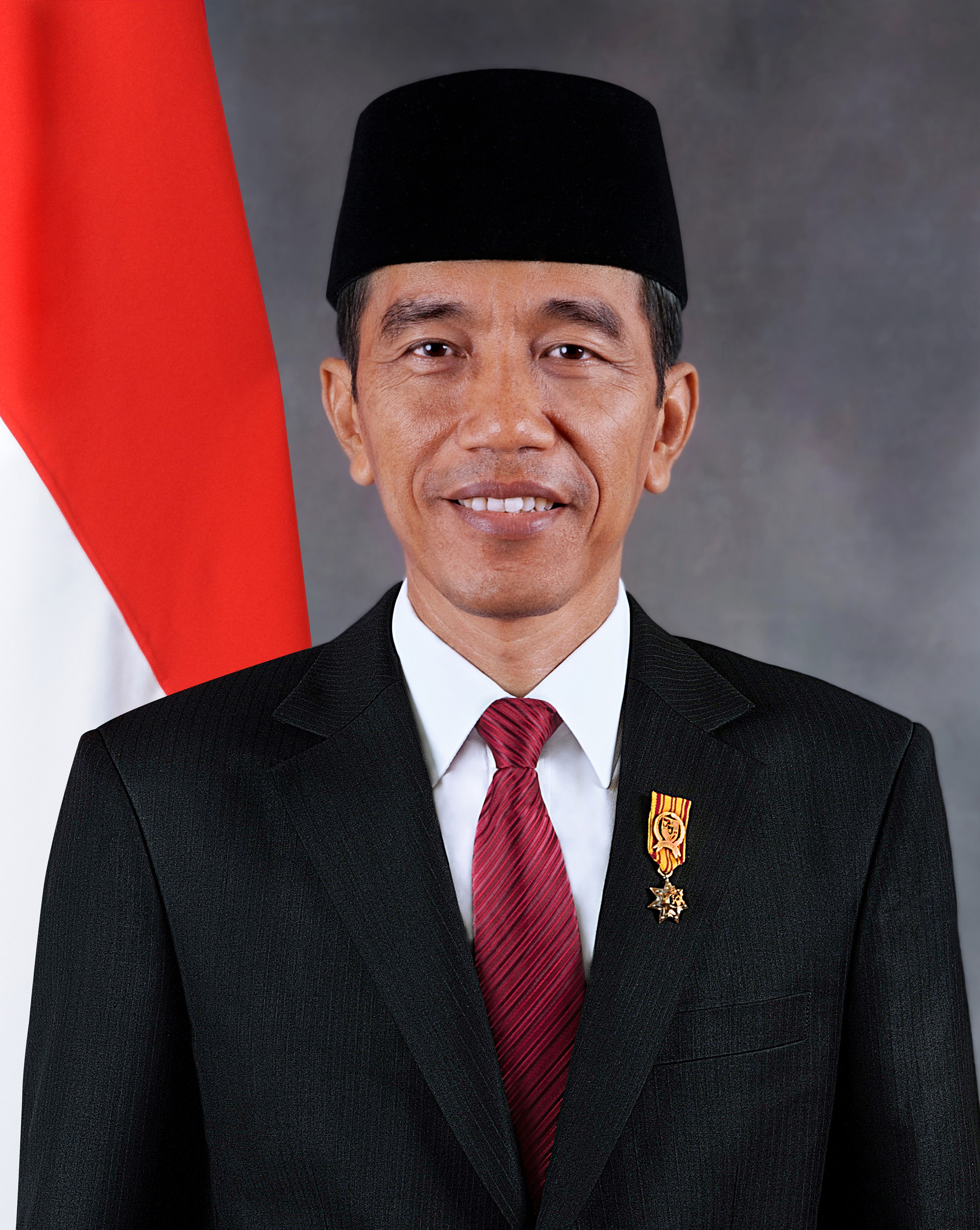
印度尼西亞 總統佐科·維多多
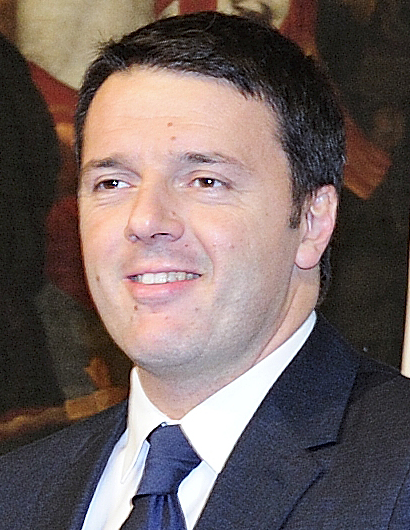
義大利 總理馬泰奧·倫齊
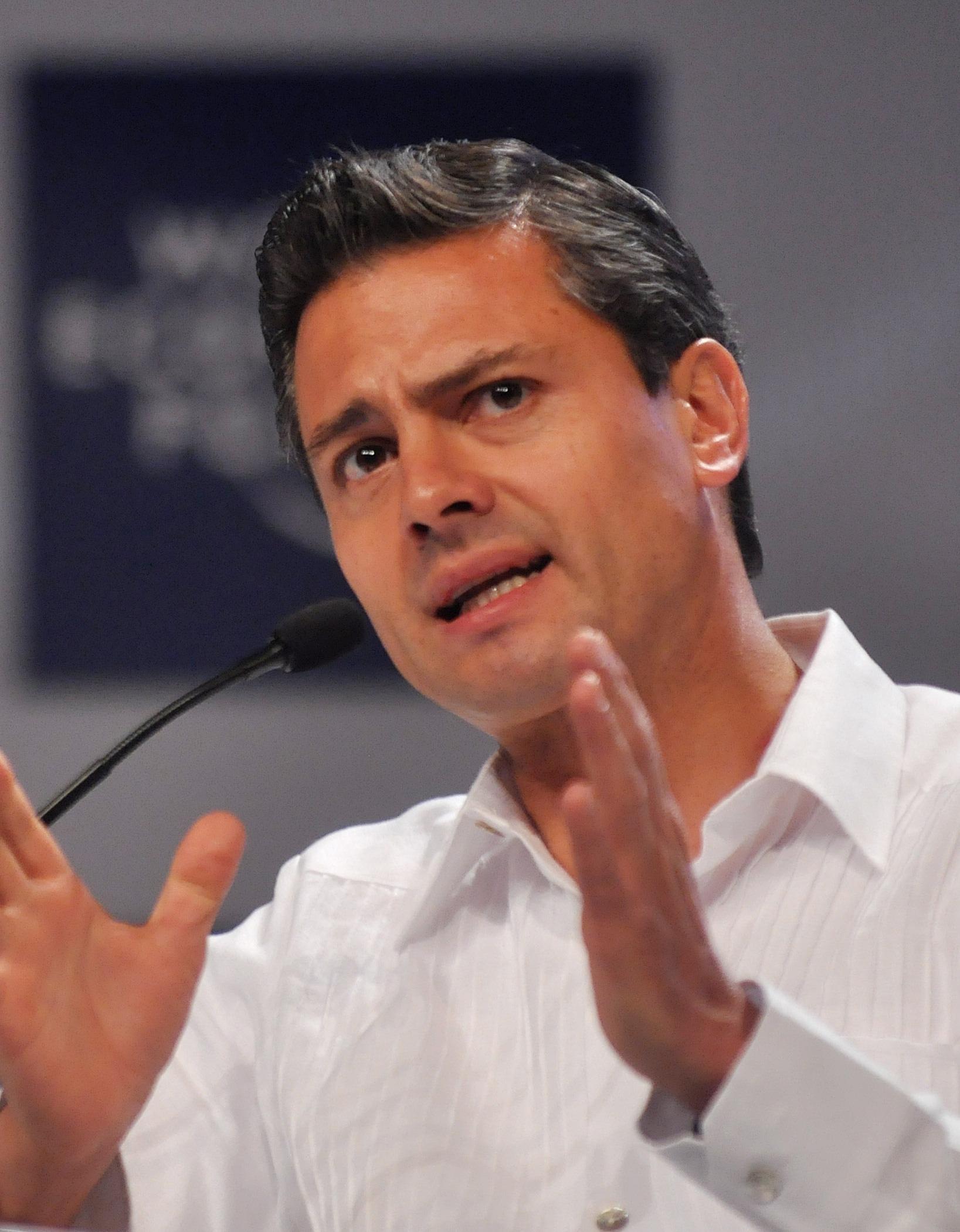
墨西哥 總統恩里克·佩尼亞·涅托
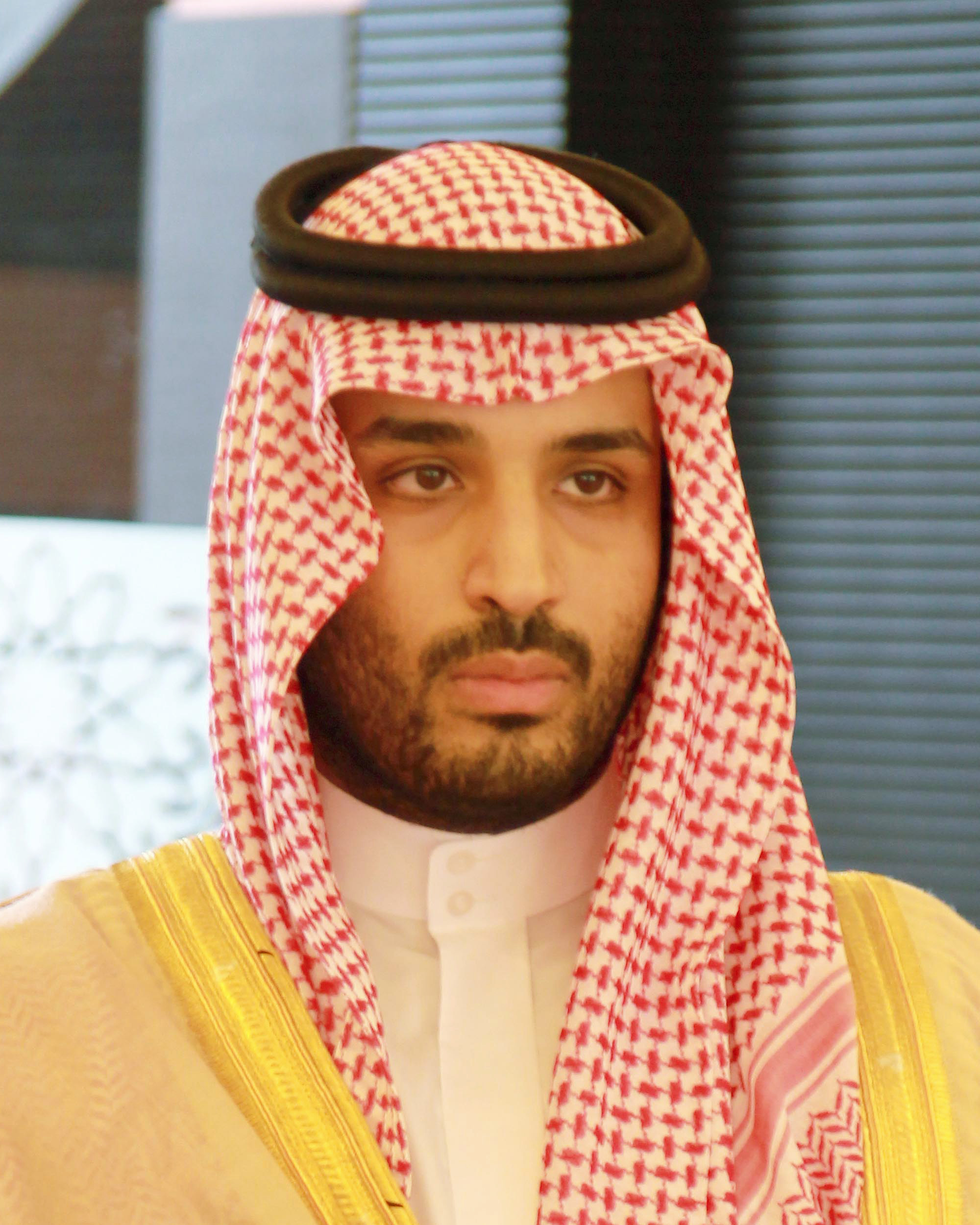
沙烏地阿拉伯 副王储（王储继承人）、第二副首相兼国防大臣穆罕默德·本·萨勒曼·本·阿卜杜勒-阿齐兹·阿勒沙特
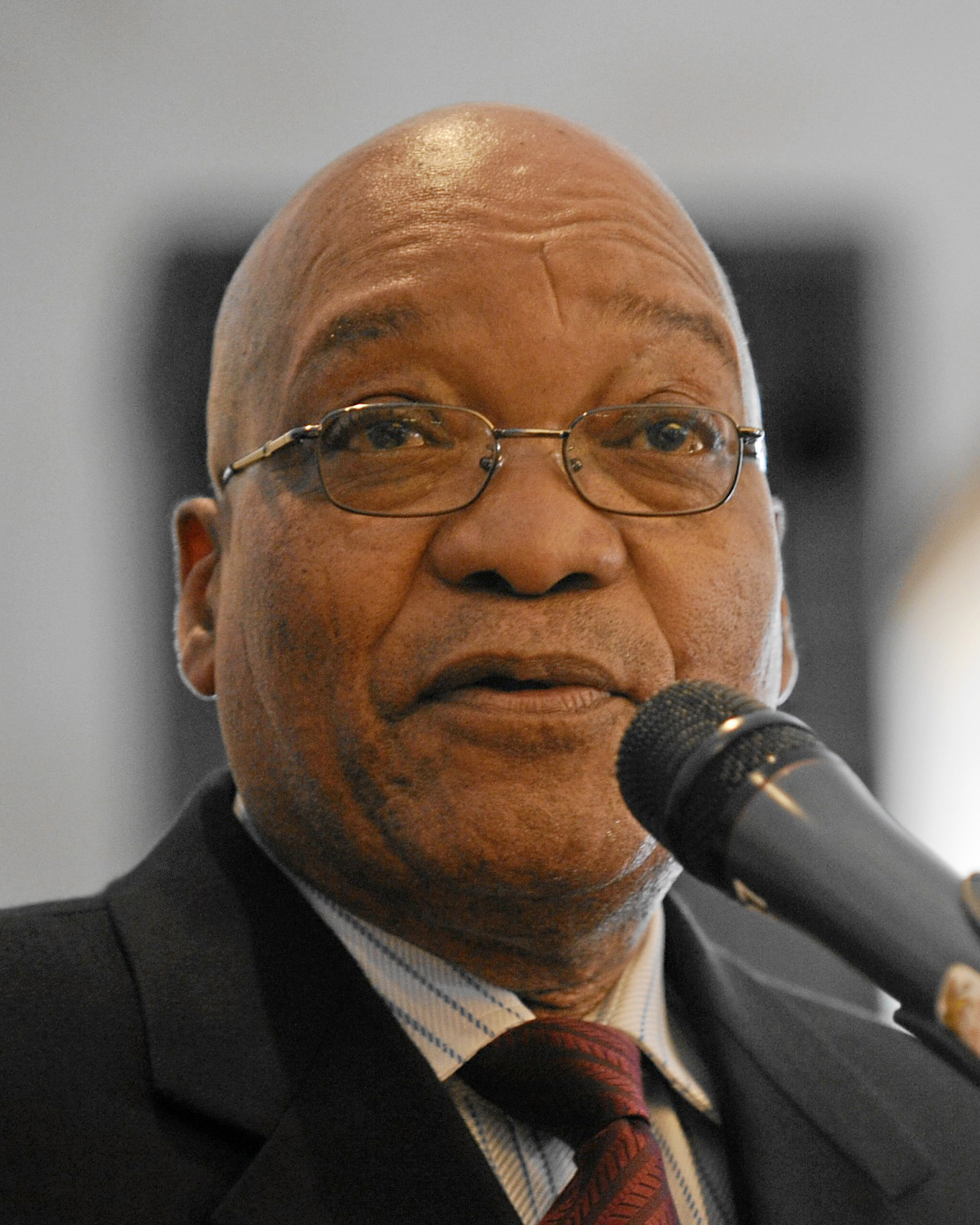
南非 總統雅各布·祖瑪
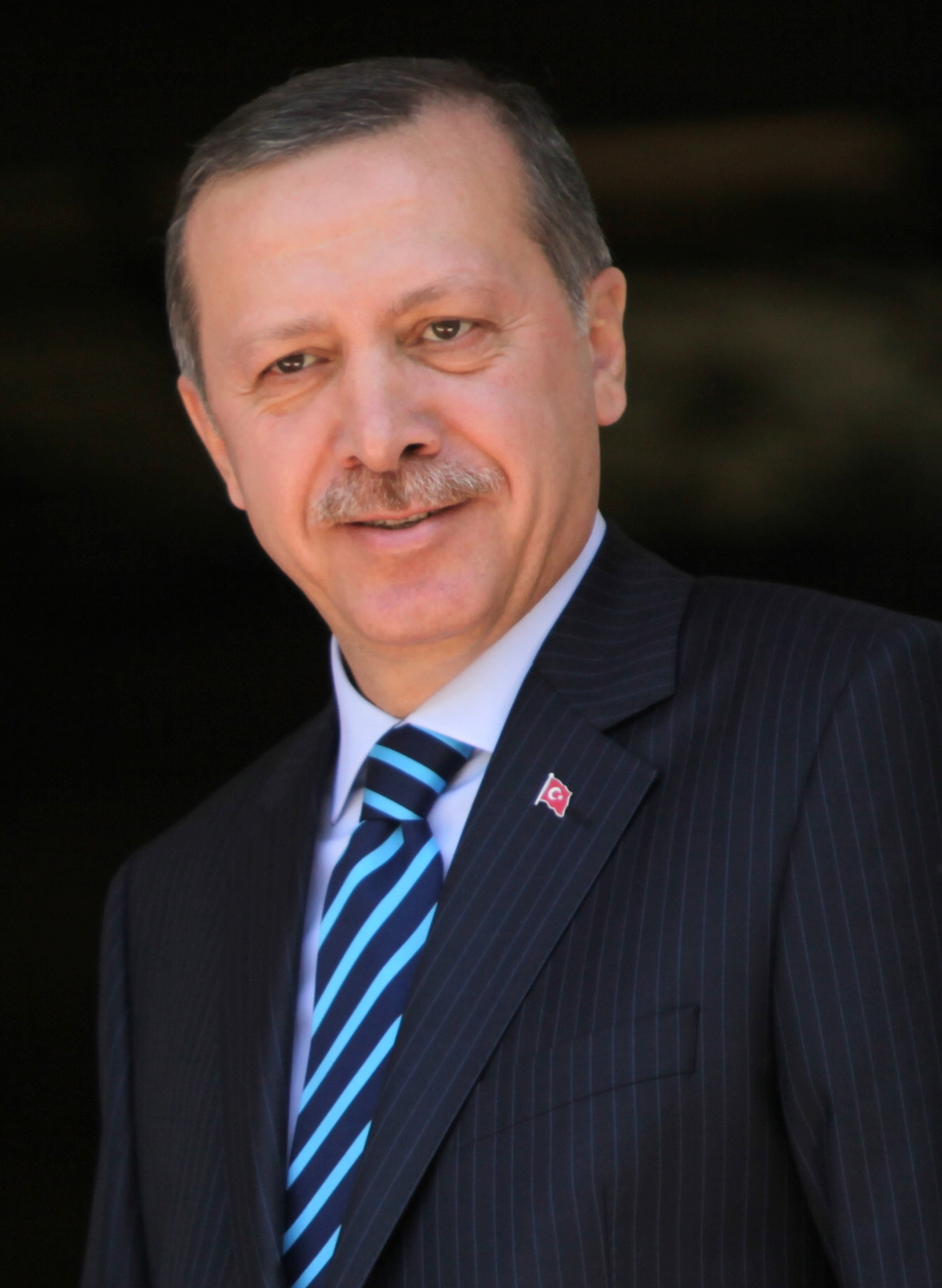
土耳其 总统雷杰普·塔伊普·埃尔多安
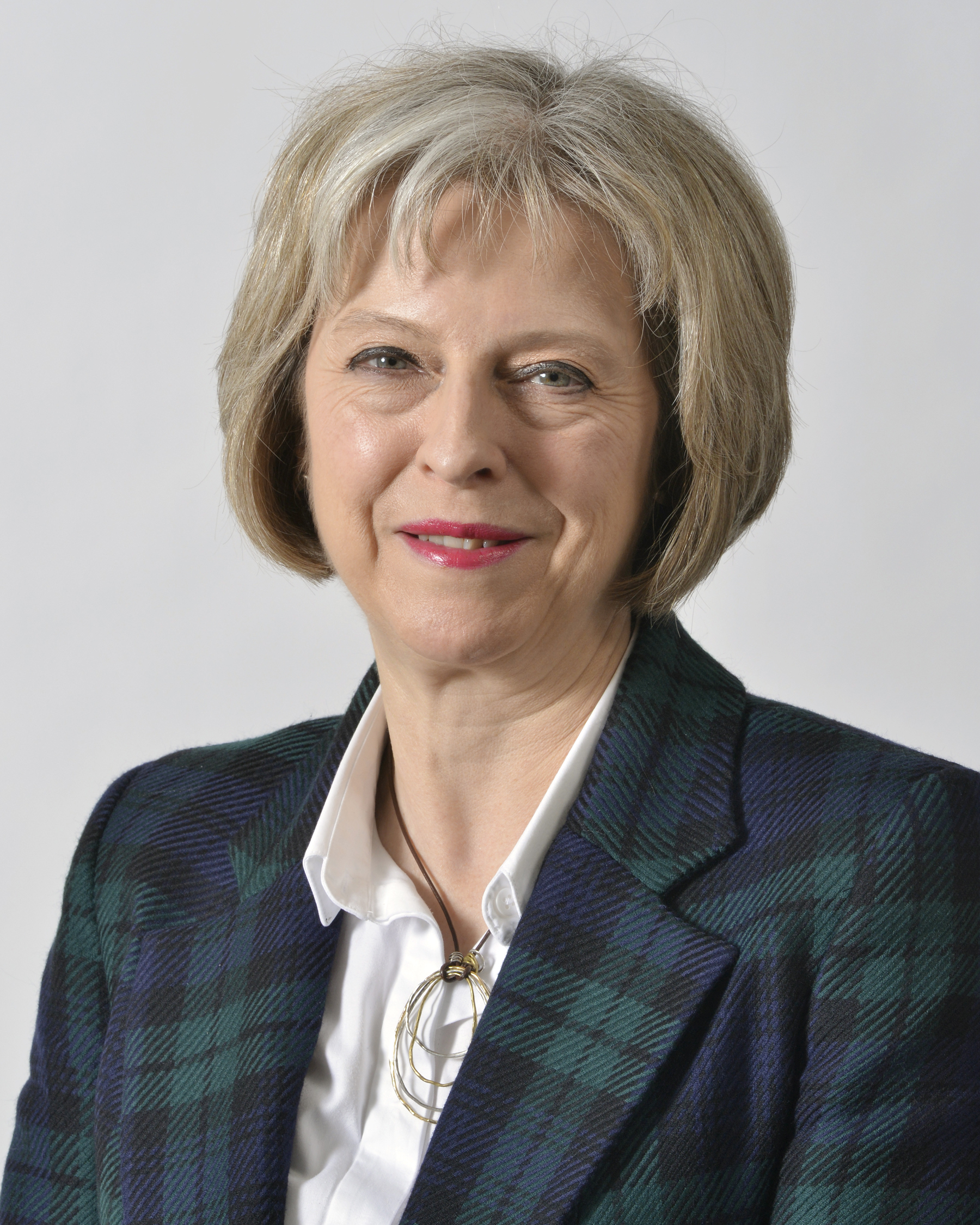
英国 首相特雷莎·梅
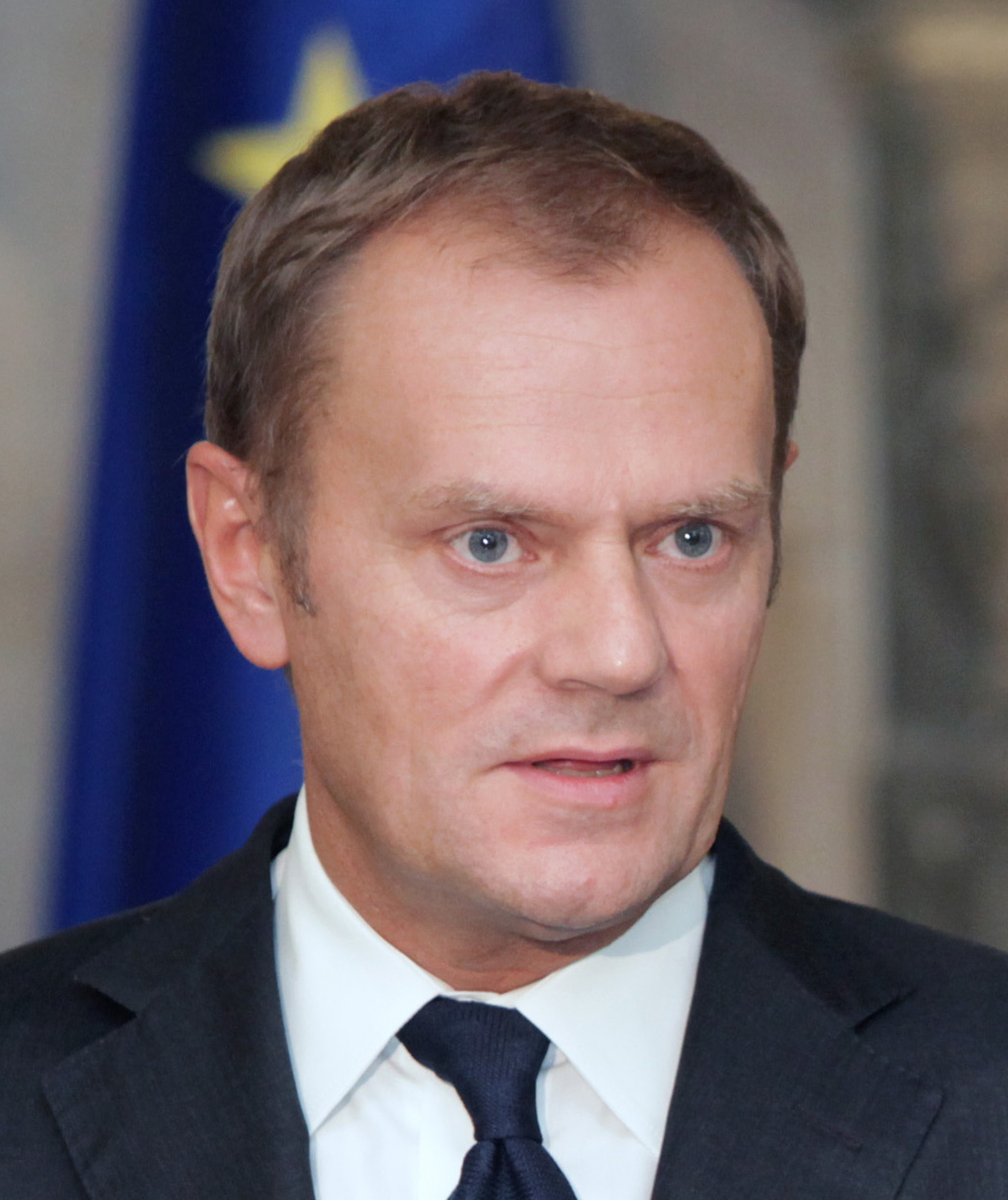
欧盟 歐洲理事會主席唐纳德·图斯克
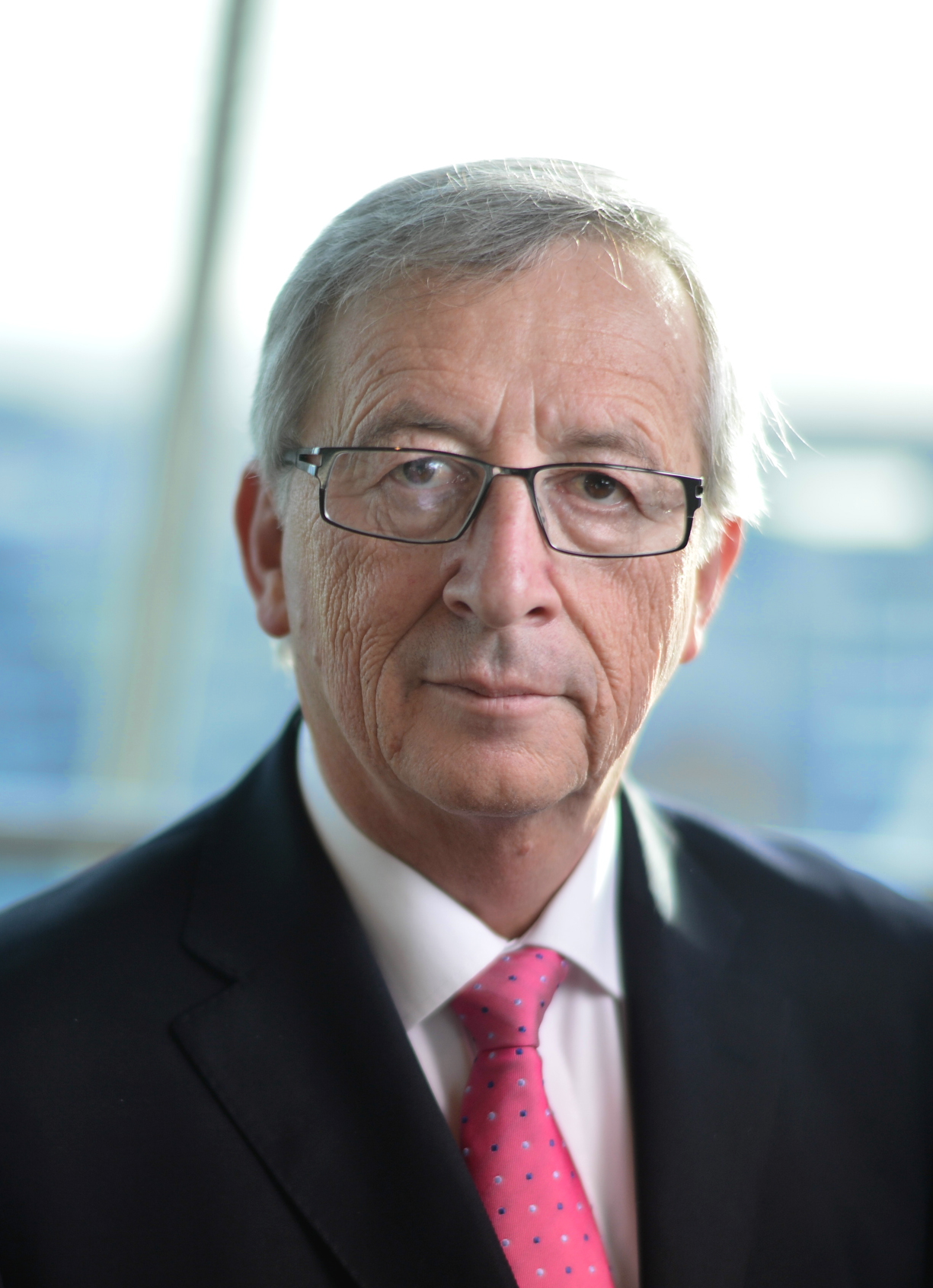
欧盟 歐盟委員會主席让-克洛德·容克

### 嘉宾国领导人

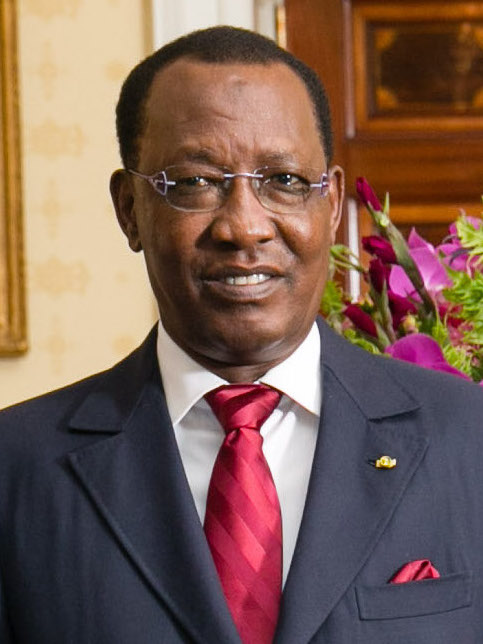
乍得 非洲联盟2016年主席国总统伊德里斯·代比
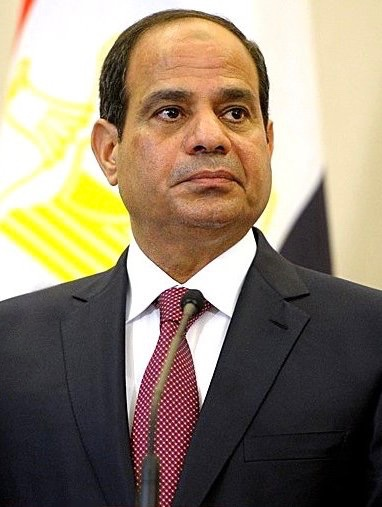
埃及 总统阿卜杜勒-法塔赫·塞西
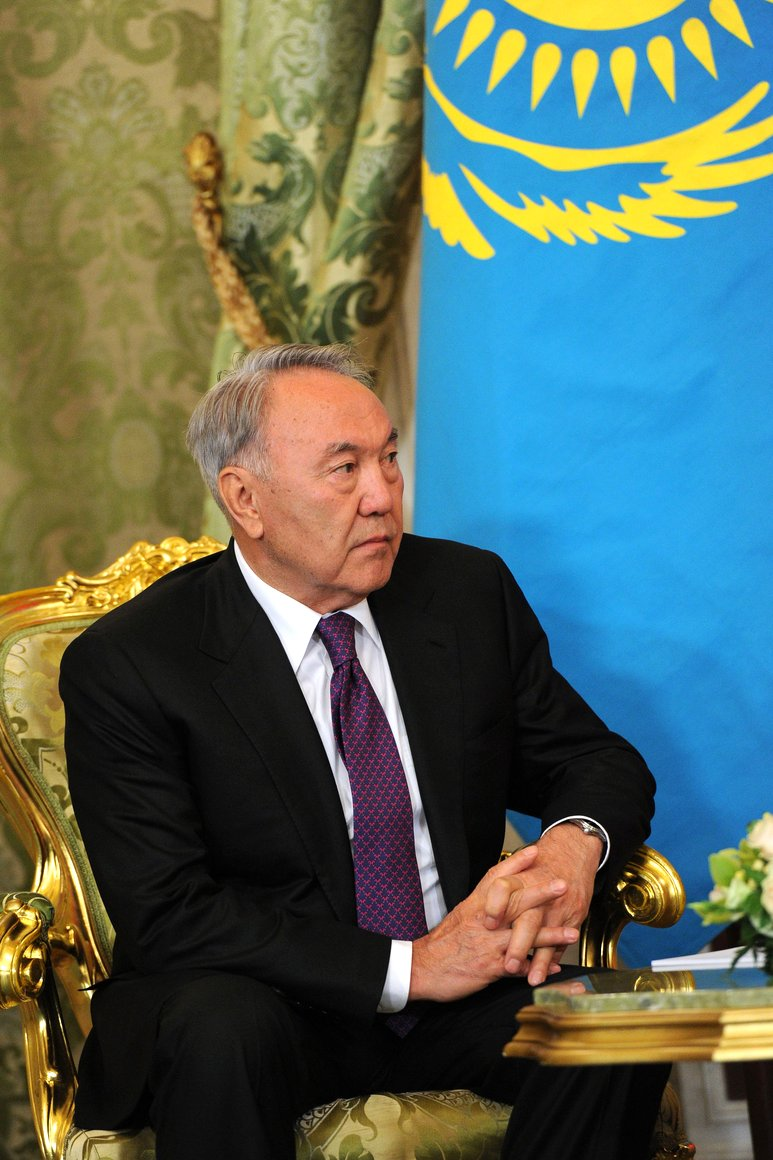
上海合作组织主要代表国总统努尔苏丹·纳扎尔巴耶夫
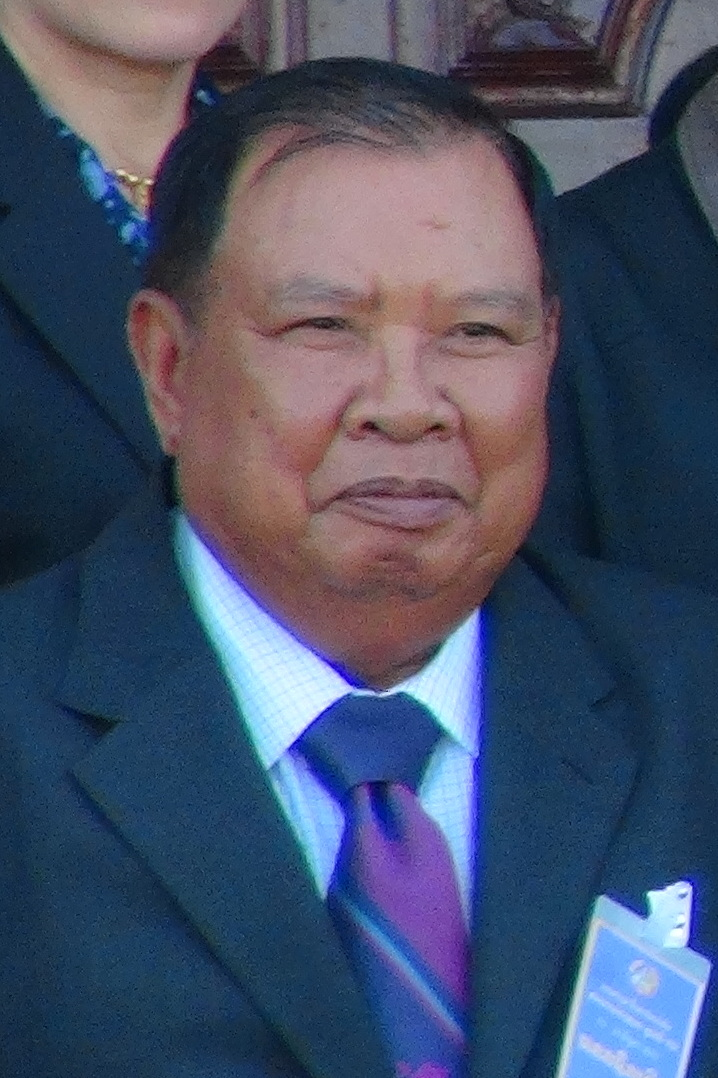
东南亚国家联盟2016年主席国国家主席本扬·沃拉吉
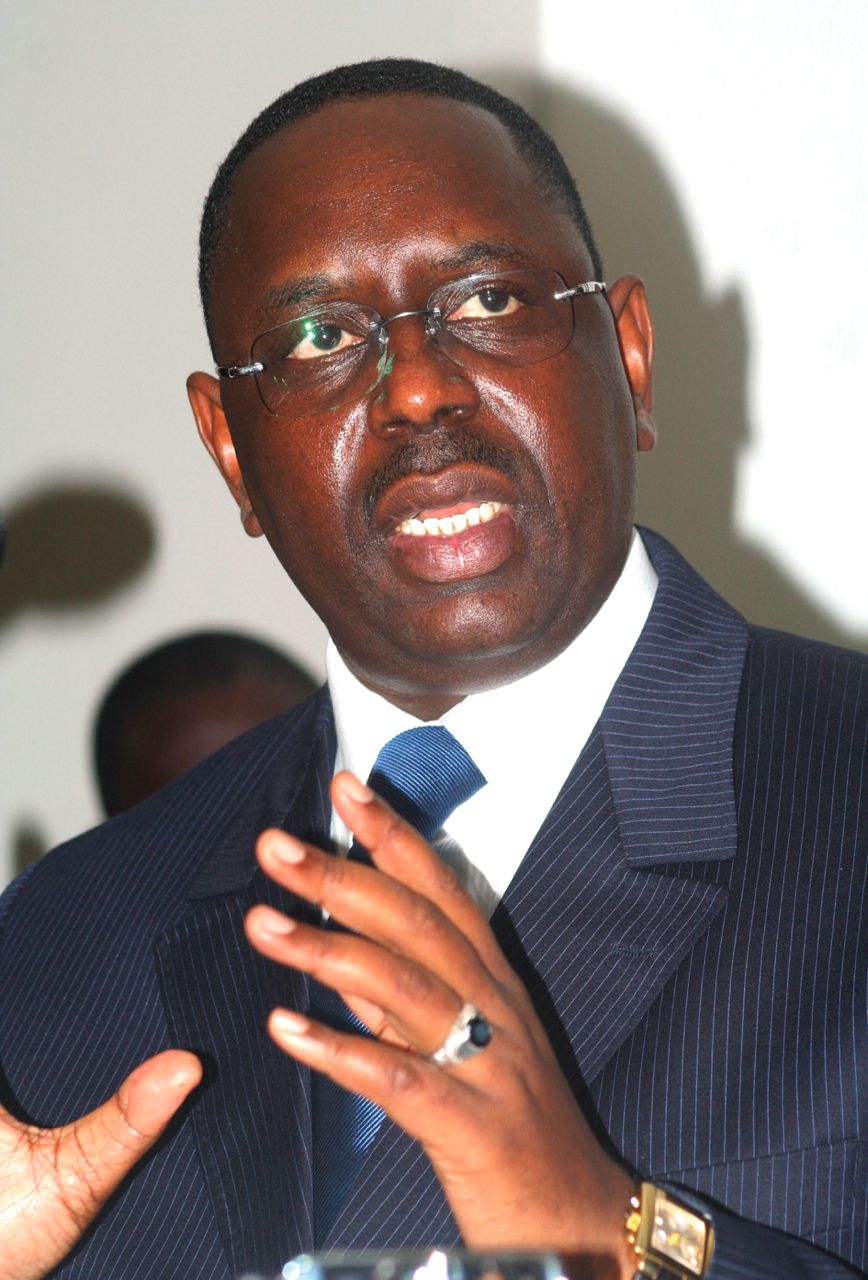
塞内加尔 非洲发展新伙伴计划代表国总统麦基·萨勒
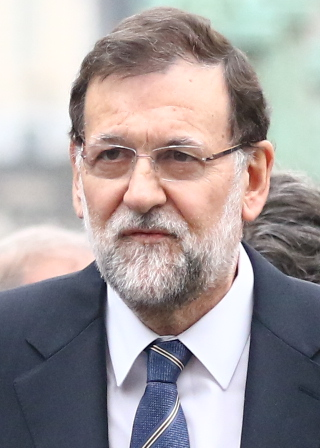
西班牙 （永久受邀国）首相马里亚诺·拉霍伊
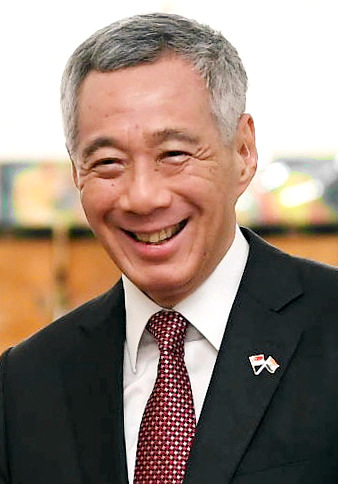
新加坡 全球治理组织主席国总理李显龙
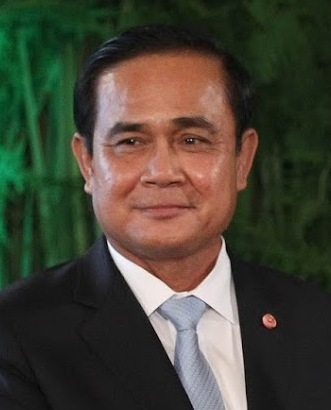
泰國 77国集团2016年主席国总理巴育·占奥差

### 国际组织负责人

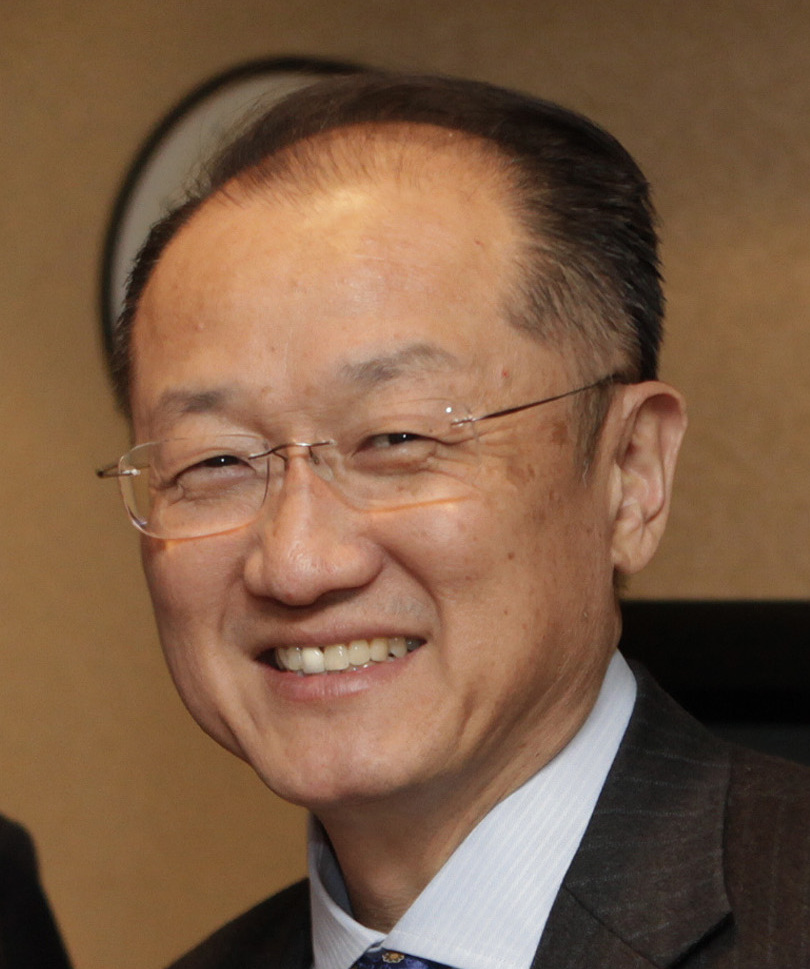
世界银行 行长金墉
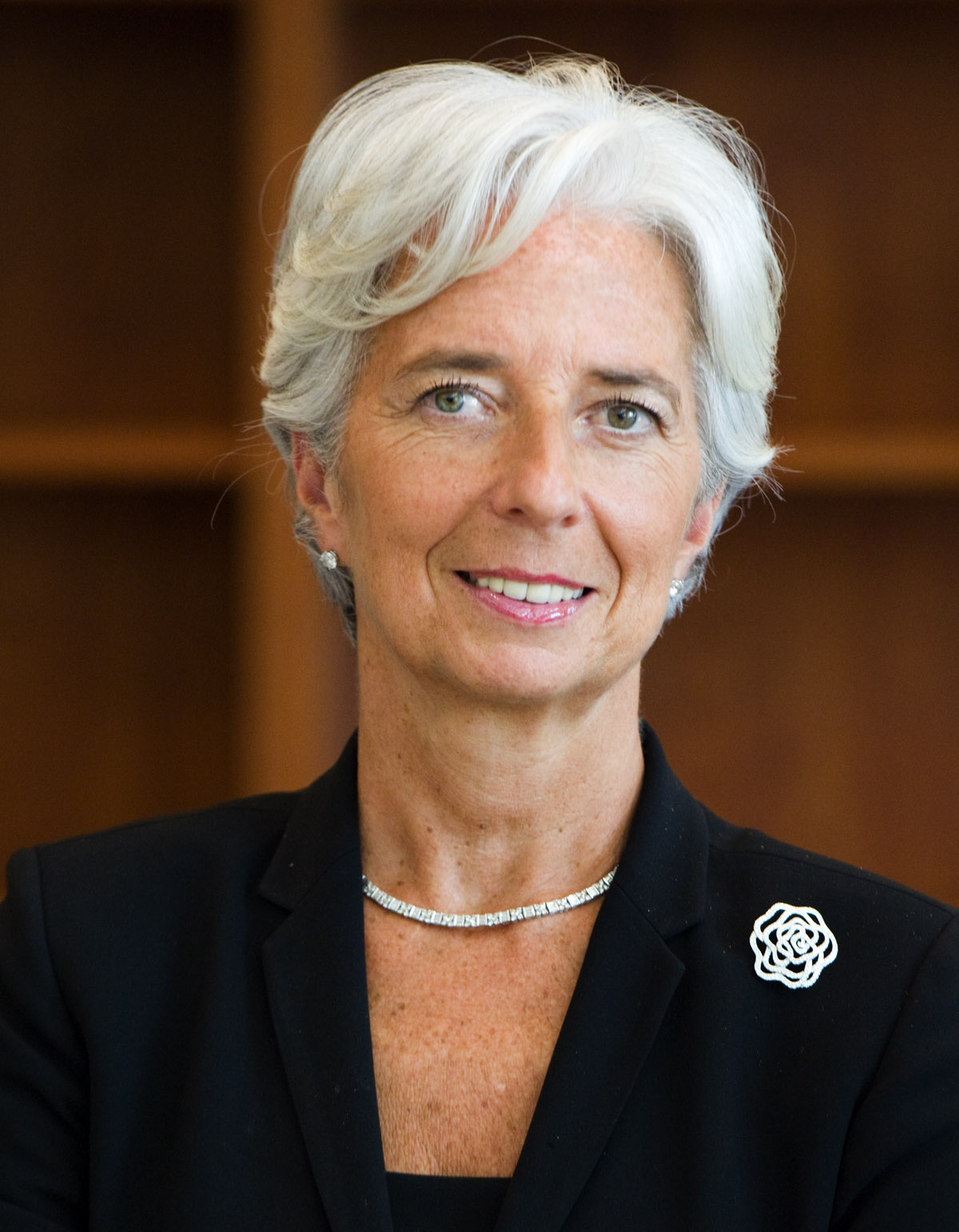
国际货币基金组织 总裁克里斯蒂娜·拉加德
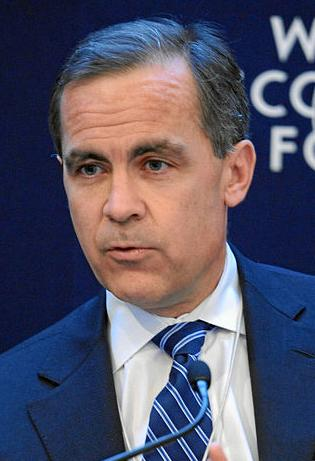
金融稳定理事会 主席马克·卡尼
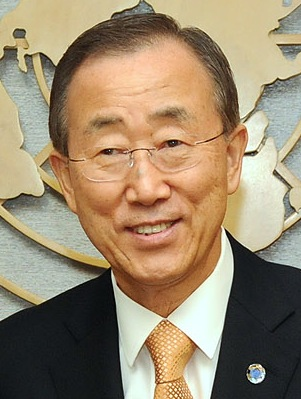
联合国 秘书长潘基文
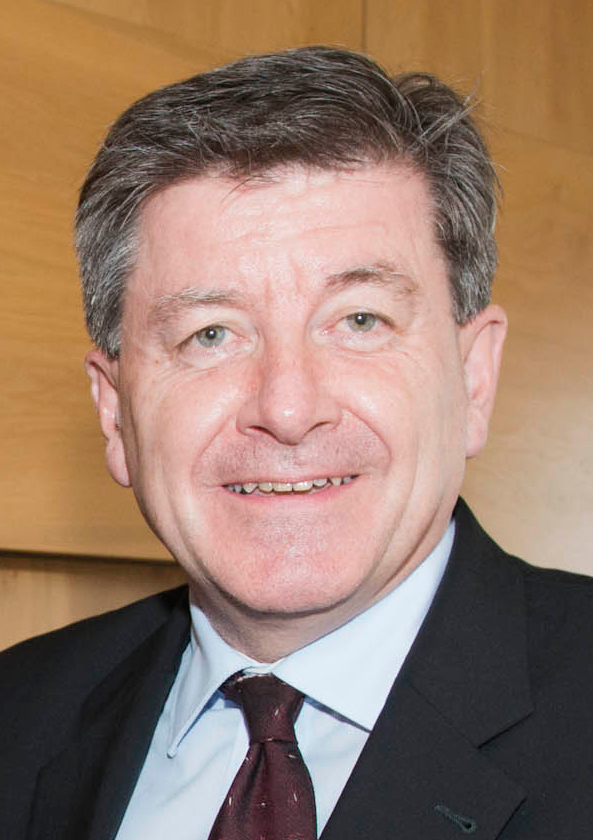
国际劳工组织
总干事盖·莱德（英语：Guy Ryder）
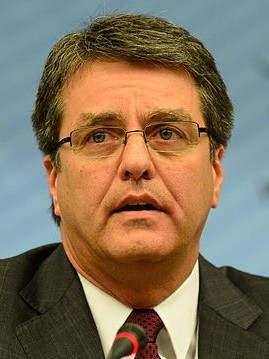
世界贸易组织 总干事罗伯托·阿泽维多
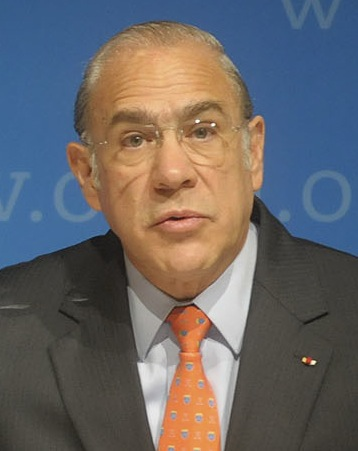
经济合作与发展组织
秘书长古里亚（西班牙语：José Ángel Gurría）

## 会议

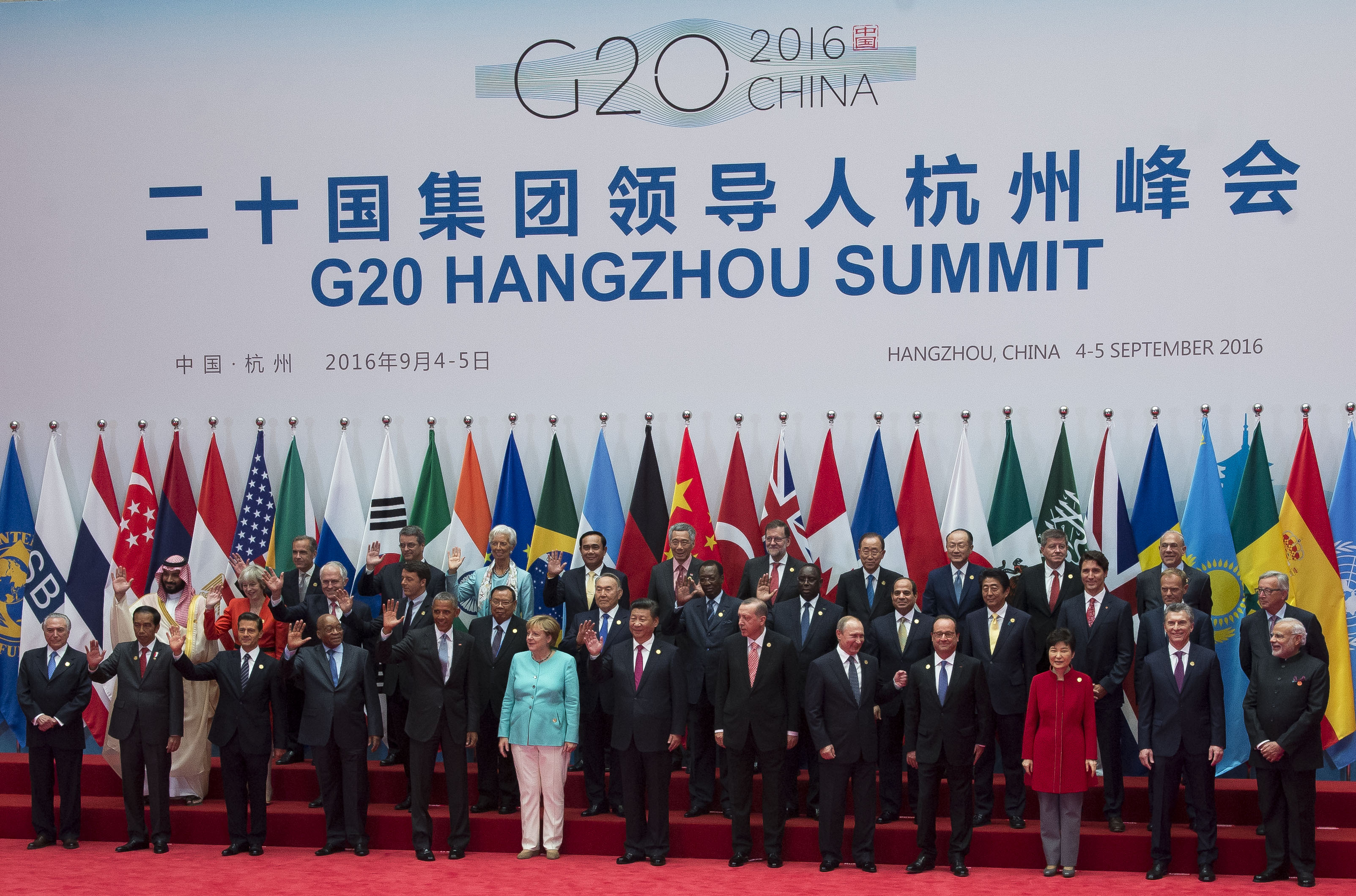
二十国集团领导人合影

### 握手寒暄和集體合影
2016年9月4日下午3时开始，二十国集团成员和嘉宾国领导人、有关国际组织负责人陆续抵达会议举办地点——杭州国际博览中心，作为主办国领导人的习近平与他们一一握手寒暄，随后集体合影。

### 峰會開幕和会程
9月4日下午3时30分，习近平在杭州国际博览中心会议室敲下木槌，宣布峰会开幕。习近平在开幕讲话中表示，G20成員國應結合当地實際，採取更加全面的宏觀經濟政策，統籌兼顧財政、貨幣、結構性改革政策，努力擴大全球總需求，也要繼續加強政策協調，減少負面外溢效應。习近平也表示，希望峰会能够为世界经济开出一剂标本兼治、综合施策的药方，让世界经济走上强劲、可持续、平衡、包容增长之路。他也就应对世界经济当前面临的挑战，提出5点主张。
根据会程，本届峰会开幕式结束后，即舉行第一階段會議，于会程第二天（9月5日）先後舉行多場會議及工作午宴，在下午的第五階段會議完成後，將舉行記者會介紹峰會成果。在会议上，過剩産能和過度債務等中國面臨的結構性問題繼續受到關注。
会议期间，习近平也与奥巴马会面，此次会面亦取得多項成果。

### 歡迎晚宴

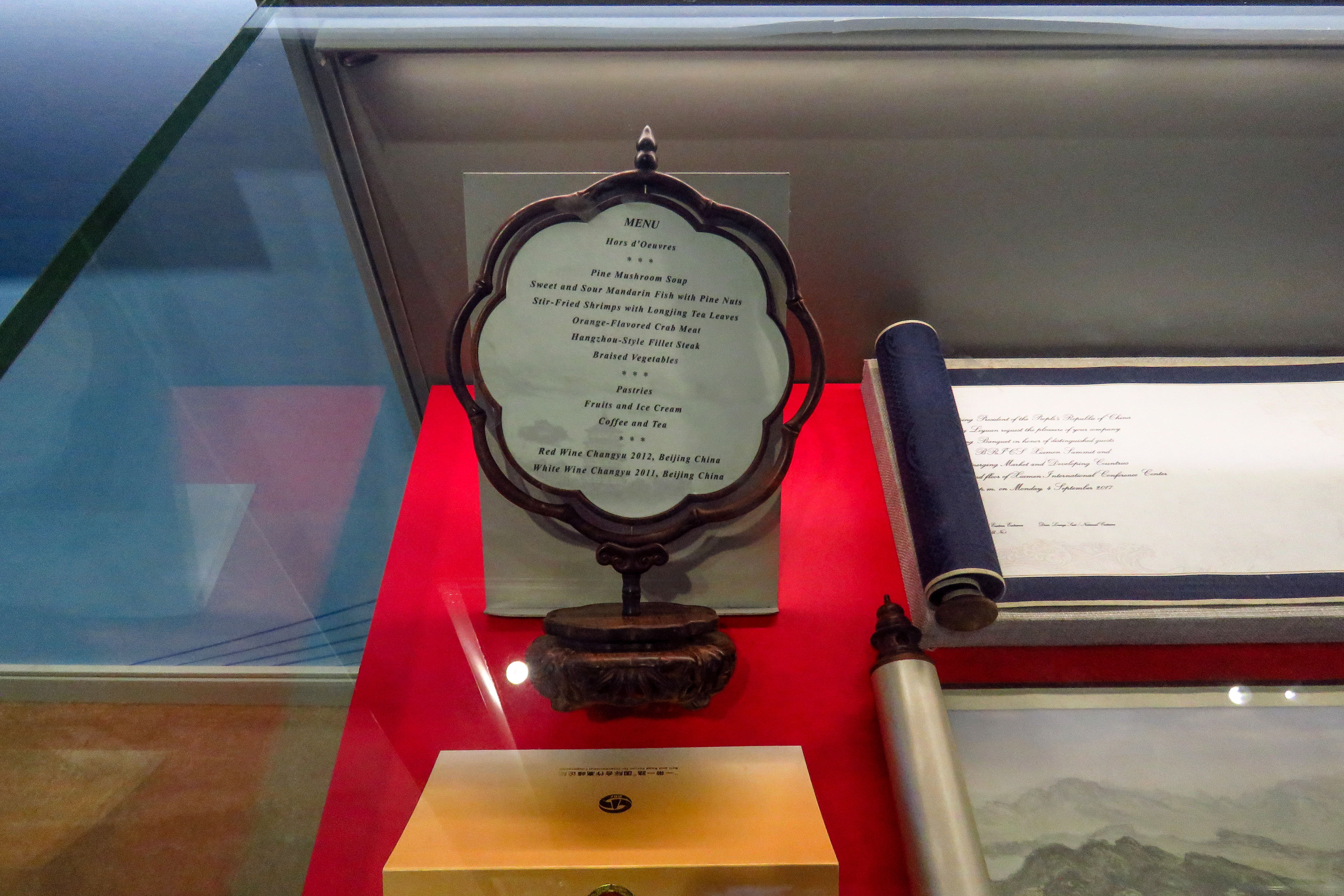
2017年展出的G20峰会欢迎晚宴菜单

9月4日晚上，習近平與夫人彭麗媛在西子賓館舉行G20峰会的歡迎晚宴，当日的晚宴提供的菜品以精緻的杭幫菜为主打，有松子鳜鱼、龙井虾仁等，晚宴上也会演奏世界各国的名曲。在晚宴上使用的餐具，其设计靈感來源於杭州的水和自然景觀，整套餐具體現「西湖元素」、「杭州特色」、「江南韻味」、「中國氣派」、「世界大國」等元素，而菜单和节目单也被印制在丝绸上。

### 文艺演出《最憶是杭州》
此次峰会配套的文藝晚會名称定为《最憶是杭州》，来源于唐朝诗人白居易的诗词《忆江南》之《江南忆》。演出由張藝謀執導，是在印象系列之一《印象西湖》的基础上升级而来的，整個演出時長約45分鐘，共分9个節目，以“西湖元素、杭州特色、江南韵味、中国气派和世界大同”为演出主题元素。在整个演出中，仅保留了《印象西湖》最后的一个机械装置和一个撩水的动作，也在室外水上使用全息投影技术，将科技手段和自然环境完美融合，是中国首次在户外的水上舞台举办大型交响音乐会。
G20峰会结束后，本演出也在2016年国庆节假期期间上演复刻版，但烟花表演被删除。
节目单
1. 交响乐演奏《春江花月夜》（中国国家交响乐团、杭州爱乐乐团演奏，李心草指挥）
2. 群舞《采茶舞曲》（各艺术院团300名女舞者表演，赵聪琵琶表演）
3. 越劇及舞蹈演出《美麗的愛情傳說》（茅威涛、谢群英越剧表演，吕思清小提琴独奏，刘福洋、骆文博双人舞表演，根据《梁山伯與祝英台》改编）
4. 古琴、大提琴及中國鼓演奏《高山流水》（汪子涵伴舞领舞）
5. 芭蕾舞《天鹅湖》（北京舞蹈学院芭蕾舞专业学生表演）
6. 钢琴独奏《月光》（吴牧野演奏）
7. 歌曲《我和我的祖国》（廖昌永、杭州小姑娘演唱）
8. 歌曲《难忘茉莉花》（雷佳演唱，根据民歌《茉莉花》重新創作）
9. 交响合唱《歡樂頌》
10. 烟花表演和结束曲《友谊地久天长》[23]

### 配套会议

B20工商峰会标志，以杭州市市花桂花为原型

在会议举行期间还会举行G20机制的重要配套活动，包括：B20工商会议、Y20青年会议、W20妇女会议、L20劳动会议、T20智库会议、C20民间社会会议。其中，W20妇女会议于5月25日在陕西省西安市召开，C20民间社会会议于7月5-6日在山东省青岛市召开，L20劳动会议和T20智库会议分别于于7月12-14日和24-30日在北京召开。北京还和上海一起承接了7月24-30日举行的Y20青年会议。
B20工商峰会先于G20领导人峰会于9月3-4日在杭州国际会议中心召开，习近平出席开幕式并发表主旨演讲，随后工商峰会主席、中国国际贸易促进委员会会长姜增伟向习近平递交《2016年B20政策建议报告》。南非总统祖马、加拿大总理特鲁多及有关国际组织负责人等出席开幕式。

### 闭幕
9月5日下午，习近平宣布，G20杭州峰会正式闭幕。习近平在闭幕辞中指出，在各方共同的努力下，G20杭州峰会达成许多重要共识，也取得了五大方面的成果。闭幕式结束后，習近平出席記者會，向記者介紹峰會成果和會議情況。9月6日上午，《二十国集团领导人杭州峰会公报》发布。

## 会后
二十国集团杭州峰会结束后，杭州市人民政府发出《杭州市委市政府致全市人民的感谢信》，对杭州市民在峰会期间在峰会筹备期间的配合与支持表示感谢，并表示将借峰会取得之成就感转化为继续为市民奉献的动力。9月28日，杭州市政府在杭州国际博览中心举行G20杭州峰会总结表彰大会。

## 场外安全保障
G20杭州峰会举办前，浙江省和杭州市的相关部门做出了一系列安全保障措施。2016年5月27日举行的浙江省第十二届人大常委会第二十九次会议认为“在采取常规管理措施尚不能满足保障峰会圆满顺利举办的各项可能存在的风险和影响”，并通过了授权浙江省人民政府和浙江省各市的人民政府“在G20峰会筹备、举办期间及延后期限内，省及设区的市人民政府可以根据必要、适度的原则，通过规章或者决定的形式在公共安全、社会治安、交通运输、安全生产、环境保护等领域规定临时性行政措施并组织实施”的决定。在此授权之下，浙江省的政府部门做出并实施如下决定以保障安全。
峰会结束后，浙江省公安厅向浙江省全省人民发出感谢信，对默默地支持与配合峰会安保的浙江人民尤其是杭州市民表示了感谢，并对严密安保所造成省内人民的出行与生活的不方便表示歉意。
支持政府管控措施的意见认为，在全球恐怖主义猖獗的今天，采取最高级别安全措施是历届大型峰会通用做法，历届峰会举办地政府也会采取特定措施确保安全。事实上此次峰会，杭州出动的警力仅有3万人，少于前三届峰会（2012年墨西哥G20峰会出动了8万人警力，2013年俄罗斯G20峰会出动了7万人警力）。

### 进杭管制

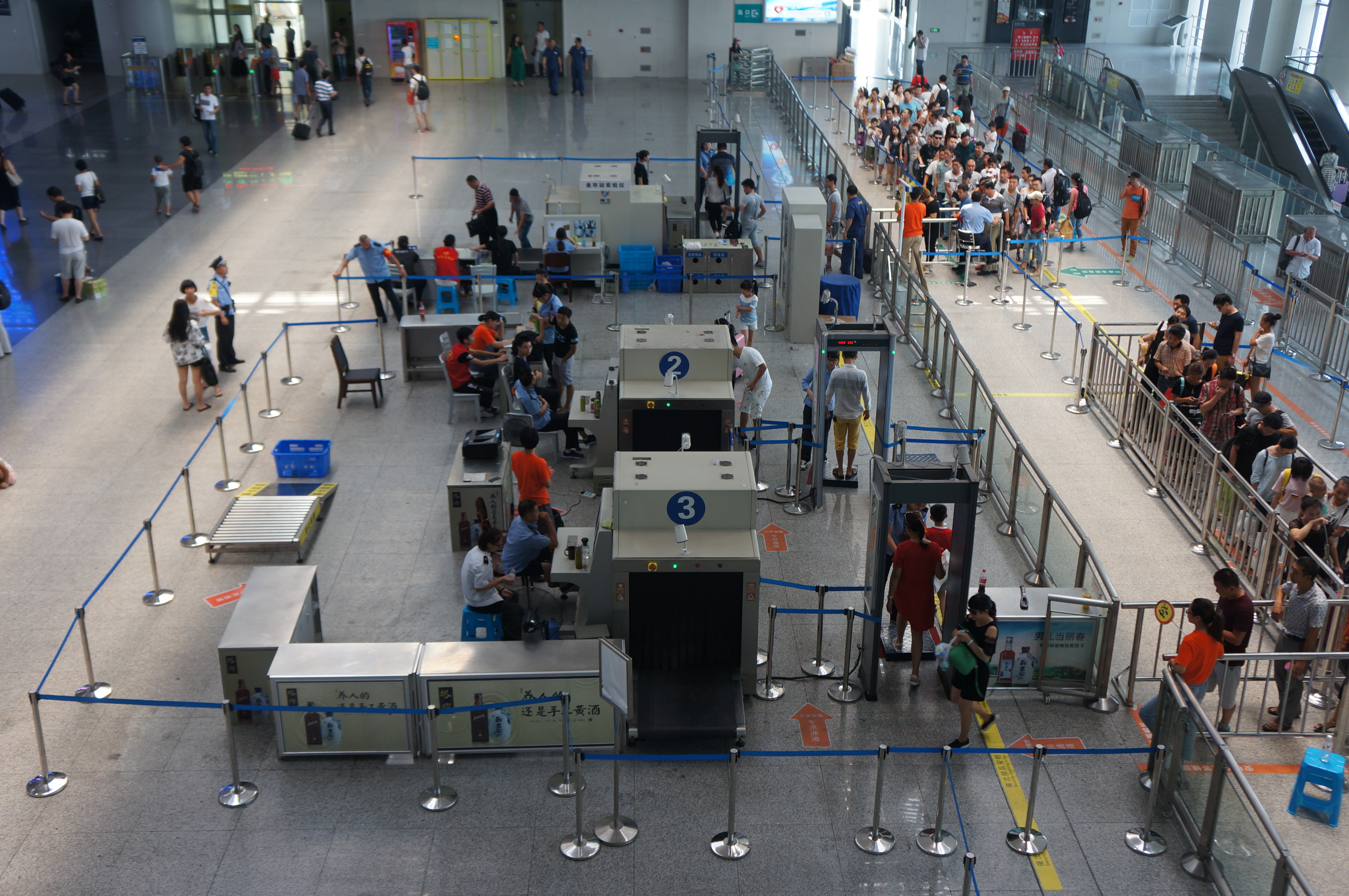
自2016年8月1日起至峰会结束，金华站对前往、和方向的乘客实行二次安检（图片下方）

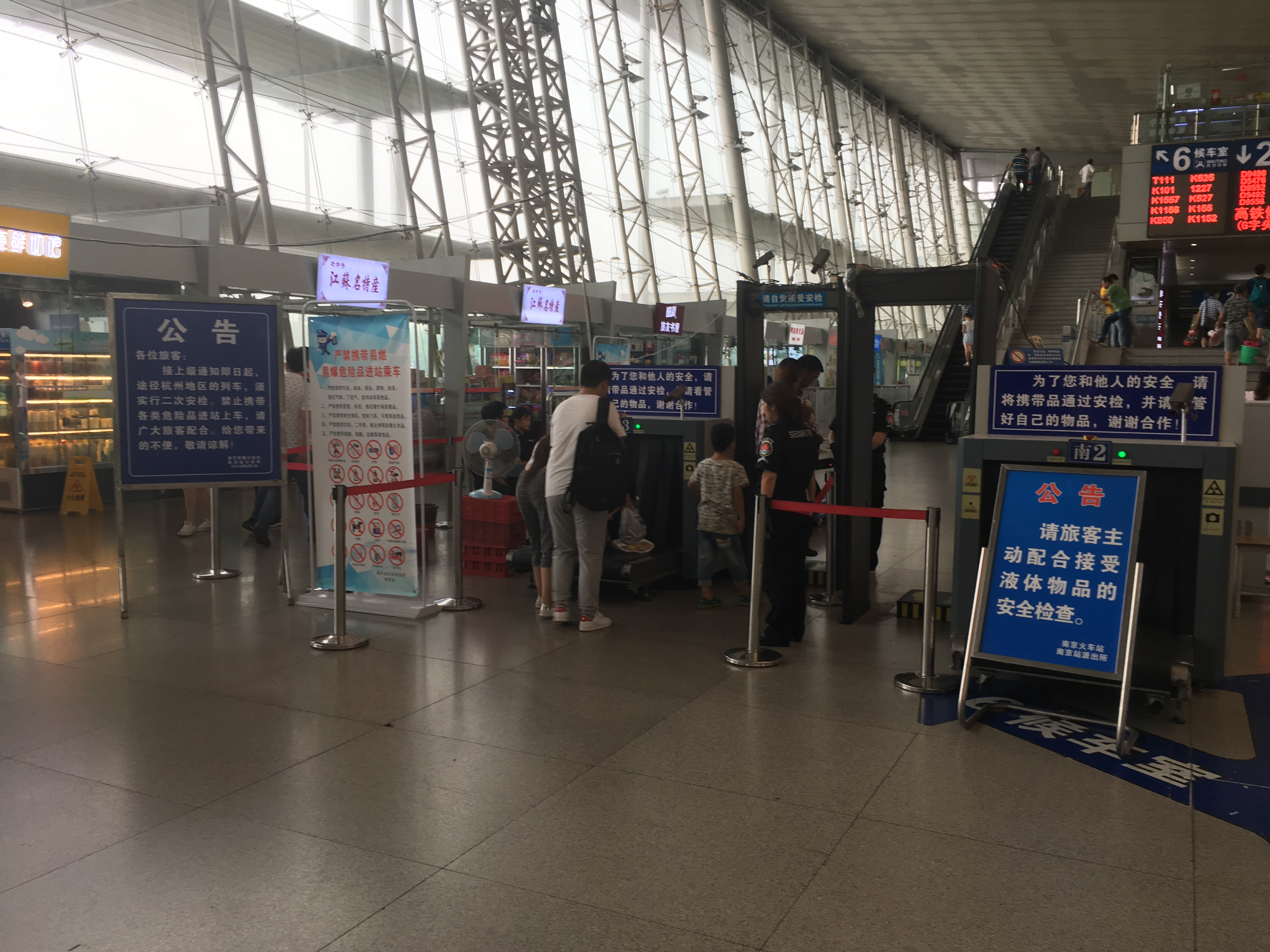
南京站对途经杭州地区的旅客实行二次安检。

#### 人流
2016年8月10日至9月6日期间，浙江省公安机关在环浙入杭陆路、水路通道等地点设检查站（点），对过往人员、物品、交通工具实行安全检查，司乘人员需带好身份证、驾驶证、行驶证等证件，到检查站时按标识进入安检通道接受检查，同时要求禁止携带违禁物品。杭州地区172个公路入城口设置的公安检查站已于7月15日试运行。
从8月1日起至G20结束，浙江省外车站将对所有乘坐经过浙江省境内列车的旅客进行“二次安检”；浙江省内大部分车站将对乘坐进杭、经杭列车的旅客实行“二次安检”，部分车站只对乘坐列车进杭的旅客实行二次安检，而一些客流较小的车站则会对所有进站乘车的旅客实行“二次安检”。自8月15日起，火车站的“二次安检”级别提升至民航级别。在二次安检中，安检人员将使用使用“危险液体检查仪”、“爆炸物品探测仪”等正常安检不需要的安检设备，确保峰会安全。
为了节省安检人力和时间，浙江省公安厅决定实施《入杭检查证》（非杭州牌照），杭州市公安局决定对浙A号牌客车实行《临时通行证》，两证自2016年8月12日起办理，有效使用期为8月15日至9月6日。

#### 物流
二十国集团峰会期间浙江省对进出省内的物流货物进行了更严格的限制和检查。在G20峰会期间，用户寄快件必须出示有效身份证件，并接受开包检查。部分快递运输企业在此基础上对客户寄往杭州的物品的尺寸、种类做出了严格的限制，并且表示寄送物品时间会根据寄出地点推迟1-7日不等，还暂停了部分与杭州有关的业务。而淘宝网等网络销售平台的卖家为避免麻烦，暂停了与杭州地区有关商品的交易业务。

### 市区管制

#### 交通枢纽检查

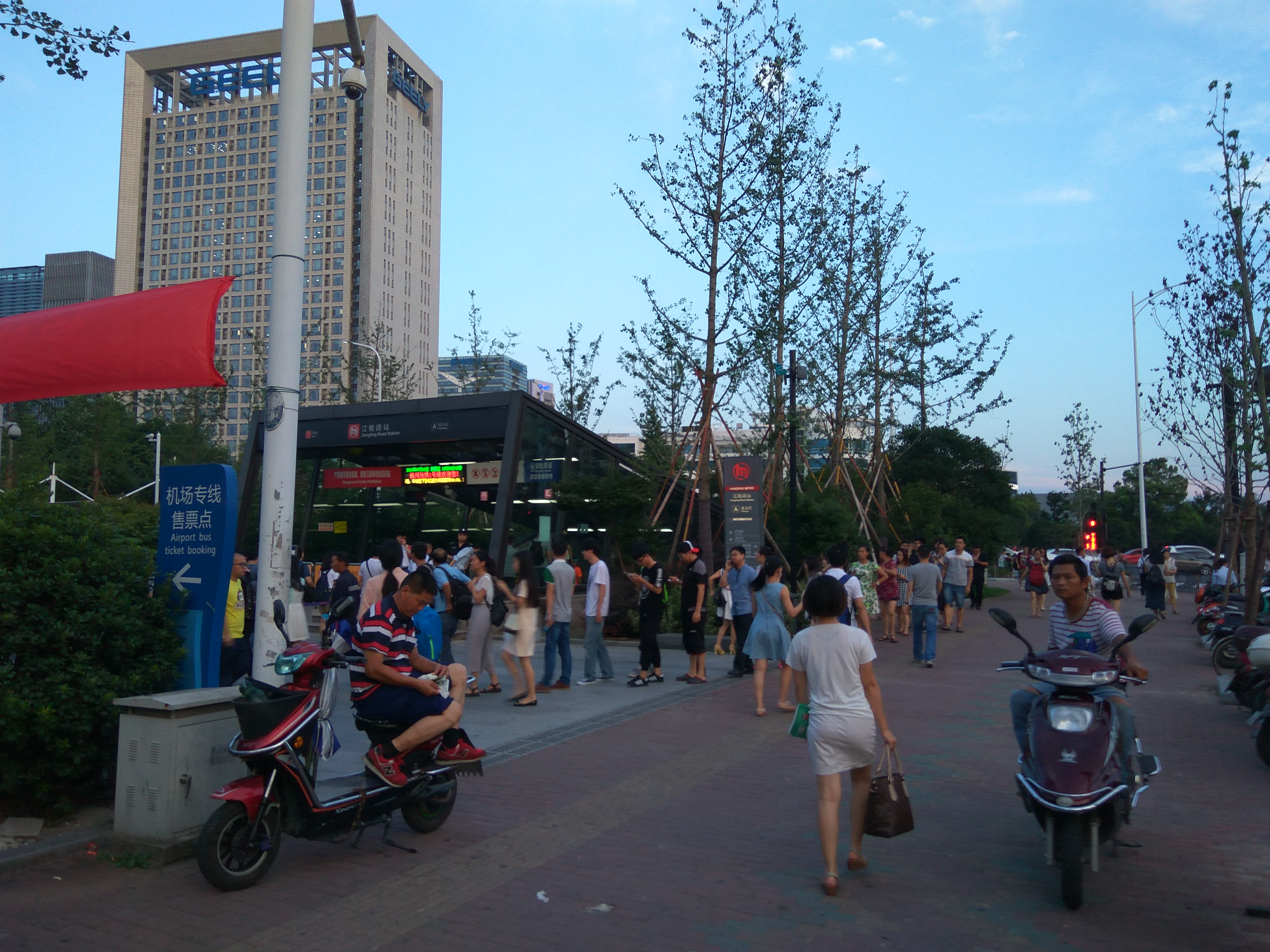
2016年7月，地铁江陵路站排队等待安检、进站的队伍排到了出口外

杭州市的民用机场、地铁、车站、码头等公共交通经营、管理单位在二十国峰会筹备期间，对进入人员及其携带物品进行身份信息查验和安全检查。自2016年7月1日起杭州市内五大汽车站施行长途客运实名制购票与实名制乘车。乘车人在网络、售票窗口、自助售票机等购票时，必须提供有效身份证件实名购票；乘车人、身份证件、实名车票信息核对一致后方可进入安检和乘车；乘车时必须配合车站工作人员查证车票和证件。
同日，杭州萧山国际机场安保等级也进行了提升，公安部门在航站楼附近设置了8个防爆检测点。所有进出航站楼的乘客需要在航站楼的大门口接受防爆检测，具体为国际航站楼出发层3号门和到达层4号门，国内航站楼出发层7号门、9号门、11号门、13号门，到达层12号门、14号门（单向出口）。但登機報到截止时间和登机口关闭时间保持不变。同时，中国民航总局华东局将宁波栎社国际机场、上海浦东国际机场、上海虹桥国际机场、南京禄口国际机场、合肥新桥国际机场、南昌昌北国际机场、济南遥墙国际机场以及温州龙湾国际机场设为G20峰会的备降机场。杭州萧山国际机场还在8月9日对其离港系统进行应急演练，以保障G20峰会期间网络信息安全。
7月15日，杭港地铁在其官方微信公众平台发布公告称将对1号线临平站、南苑站、余杭高铁站、翁梅站及乔司站进站乘客核查身份证件，并将于站点出入口实施客流控制措施。
8月15日起，铁路杭州站和余杭站在出站口对乘坐火车到杭州下车的旅客进行安检。自北京时间8月31日中午12：00起，铁路杭州东站对进出杭州东站地下停车库及铁路二层匝道平台的社会车辆（含出租车）进行全面安检。

#### 封闭管理
2016年8月17日，杭州市人民政府发布《杭州市人民政府关于对市区部分区域实行临时性封闭管理的决定》，决定自2016年8月20日至9月6日，对包括西湖景区大部在内的部分区域实行封闭管理。其中，8月20日零时至8月31日24时，在封闭管理区域内居住、工作的人员凭居民身份证刷证进入，其他人员凭居民身份证经安全检查后进入；9月1日零时至9月6日24时，实施封闭管理的区域停止对外开放。除在封闭管理区域内居住、工作的人员凭居民身份证并经安全检查进入外，其他人员禁止进入。实施封闭管理期间，除持有G20峰会通行证的机动车经安全检查外，禁止其他车辆（含非机动车、机动车）进入（8月20日零时至8月31日24时允许在封闭管理区域内居住、工作的人员随带贴有通行标识的非机动车进入），同时暂停向峰会住地宾馆派送邮件、快递（报纸、信件除外），并禁止在封闭管理区域内销售、运输、携带具有安全隐患的物品。

### 限行
2016年8月14日，浙江省公安厅发布了《关于对机动车采取临时交通管理措施的通告》，通告称自8月28日0时至9月6日24时，对浙江省行政区域内道路上行驶的机动车（含临时号牌车辆，下同）采取限行措施。其中杭州市、德清县、海宁高新技术产业园、绍兴市柯桥区、越城区、袍江经济技术开发区、杭州湾上虞经济技术开发区范围内普通道路实行机动车单双号限行措施，杭州、湖州、嘉兴、绍兴、金华行政区域内高速公路全天24小时实行机动车单双号限行措施，宁波市行政区域内除宁波绕城高速公路（东线保国寺互通至朝阳互通）、甬台温高速公路（姜山北枢纽至北仑互通）、沈海高速公路（姜山北枢纽至台州三门段）、甬台温复线高速公路、穿山疏港高速公路、甬舟高速公路外，其他高速公路全天24小时实行机动车单双号限行措施（单双日转换时已在上述高速公路行驶的机动车允许继续通行）。此外特种车辆也采取临时限行措施，杭州市区以外党政机关赴杭公务活动和在杭党政机关工作人员乘坐公共交通工具，尽量不开车。另外，在G20峰会闭幕日（9月5日），杭州公安交警部门将对萧山机场区域的道路采取交通管控措施。

### 小型航空器及空飘物管制
2016年6月23日，浙江省人民政府发布《浙江省人民政府关于对小型航空器和空飘物采取临时性管理措施的决定》，通告称自6月23日至9月6日，将对浙江省内小型航空器和空飘物采取临时性管理措施。公安机关将联系民航、气象、体育等部门将对小型航空器和空飘物进行登记；可要求相关航空器或空飘物持有者个人或单位对其管理、使用的小型航空器或空飘物进行临时封存，必要时公安部门可直接采取临时封存措施。此外自9月1日至9月6日，杭州市除建德市、淳安县的各县（市、区）；湖州市吴兴区、南浔区、德清县、安吉县；嘉兴市的海宁市、桐乡市；绍兴市柯桥区、越城区、诸暨市禁止一切未经批准的小型航空器及空飘物飞行和施放。

### 调休放假
G20会议期间，杭州九城区居民自9月1日至7日实行调休放假，届时浙江省周边省份各大景区将专为杭州市民及浙江居民开展旅游免费和打折活动。杭州九城区中小学、幼儿园开学时间推迟至9月8日，浙江省普通高等学校的开学时间也被延至9月8日（含）之后。
此外，中華人民共和國国家旅游局发布公告称，G20峰会前夕及举办期间（8月28日至9月7日），杭州市区（郊县除外）暂时停止接待旅游团队，9月7日后恢复正常接待。8月20日至9月6日，省直各单位原则上不再在杭州举办全省性会议。這也使得杭州市為了因應G20的到來，人流量進行管制，一些當地居民甚至能夠在寬廣的街道上自由地拍照。
另有自由时报报道称，9月4日G20峰會開幕當日，西湖景區附近小區的居民禁用明火煮食，公安机关会將食物送給居民，但要求必須登記住址、姓名和身份證號；此外，杭州市區的許多餐廳、浴場、网吧、日租套房等，都被勒令暫時歇業。但也有报道称禁止明火煮食是谣言并作出澄清。

### 限产与停工
为保障二十国集团杭州峰会期间的空气质量，当局已下令杭州市方圆300公里地区内（包括上海）的數百家工廠在G20峰會之前限產，杭州市区所有大型施工工程被要求从6月起停止。

## 评价

### 提升城市形象
《看天下》杂志的报道认为，二十国集团杭州峰会的召开极大地提升了杭州的国际形象。杭州之前基础设施不足、交通状况差一直是城市发展的症结，G20前大规模的整治工程全面提升了杭州国际化水平，实现杭州从旅游城市、上海附属城市向新兴产业创新城市的转变。

## 争议

### 英语手册
2016年初，杭州市当地政府为应对二十国集团峰会的召开而掀起的“英语热”，向当地居民推出了英语学习小手册《英语100句快速记忆》。册子内包含英文原句、中文翻译及使用中文标注的读音，仿效过去古籍《说文解字》中以同音字注解难易字的方法，以让民眾能立刻念出英文句子：比如将英文“（欢迎来到杭州）”标注成“歪看木土杭州”。有网友质疑这种标注使得英语变成了一种无人听懂的“外星语言”，对交流毫无帮助；同时该手册中的例句大多为脱离实际的杭州宣传广告词，对英语口语能力并无提高作用。

### 管制及形象工程

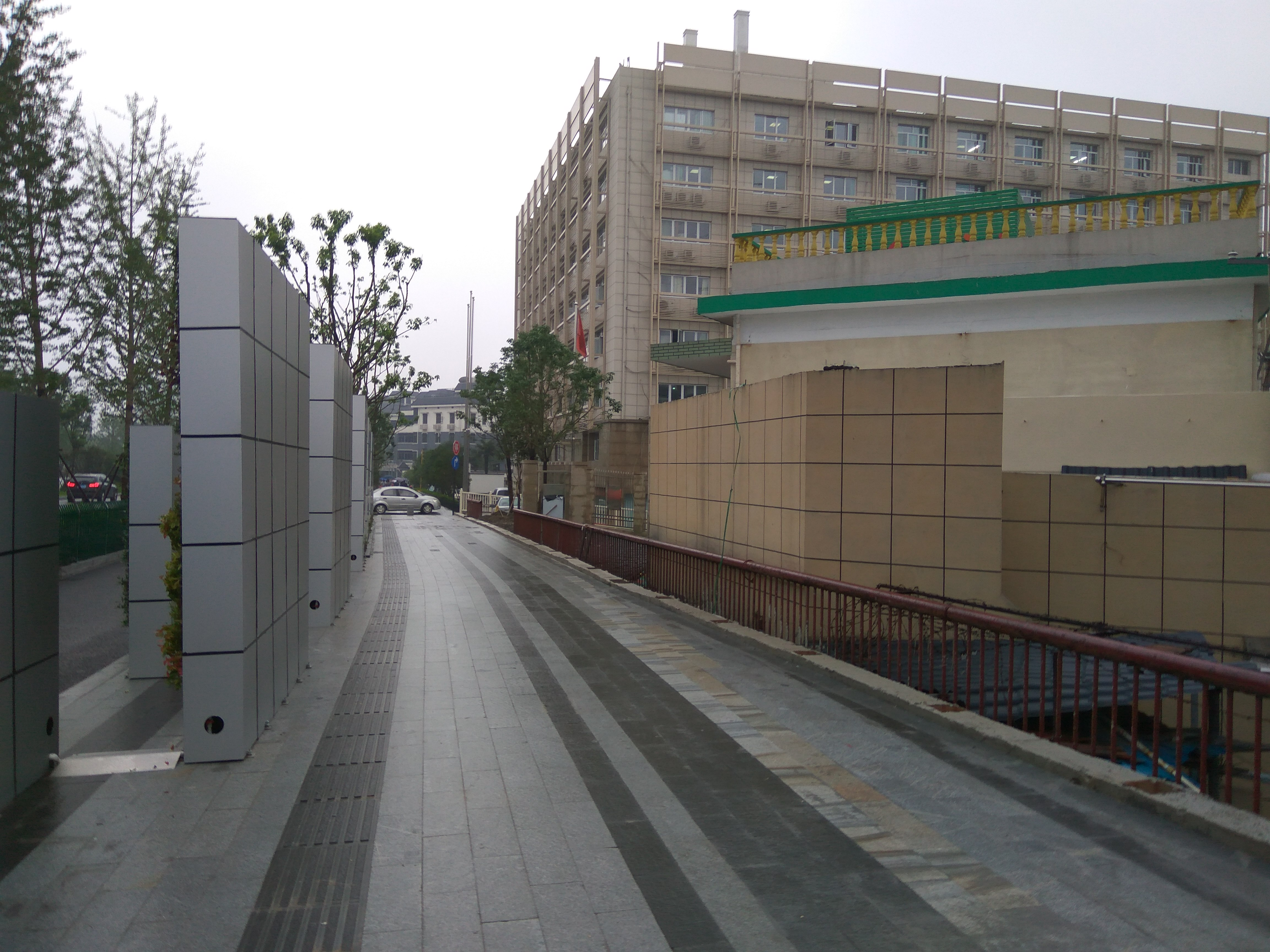
2016年2月安装在新塘路人行道边上的装饰性墙面将彭埠街道新塘社区的“不合适”建筑遮挡起来

据澎湃新闻报道，2016年7月10日，浙江台州椒江区白云街道办公室副主任郭恩平在QQ空间发表题为《杭州，为你羞耻》，批评浙江官方为了筹办G20峰会，大兴土木、粉饰美化、劳民伤财，随后他被开除公职和以“涉嫌利用信息系统寻衅滋事”遭警方刑拘。事后，《浙江日报》以“肆意造谣 无耻之尤”为题在头版配发评论，称这篇文章“缺乏依据，判断流于情绪，有悖事实，有悖绝大多数杭州市民的真切感受”，“凭主观臆断公然网络造谣，肆意抹黑杭州，真可谓无耻之尤。”当地官媒《浙江日报》在评论中称，“杭州市民对G20峰会举办地的总体满意度达96.8%”。
自8月开始，杭州许多企业被停业，商户、餐馆被关门，维吾尔人经营的餐厅都被警方强制贴上了封条。政府在市区以及浙江省其他区域部署了大量部队警力及戴“红袖章”巡防的国家机关干部和普通居民，影响了正常的工作。自8月底开始杭州及周边道路交通采取限流和安全检查等管制措施，政府亦推出周边景点优惠措施，鼓励杭州市民出游。对于相关管制措施，批评声称G20已成为浙江地方政府官员巴结讨好中共总书记习近平欢心、逼疯杭州人的“疯会”；同时也有网友把杭州市政府的宣传语“办好G20，当好东道主”这句话恶搞为“办好G20，赶走东道主”。

### 限制异议人士自由
美国人权组织中国人权捍卫者（CHRD）发表声明称，G20开幕前有几十位维权人士和上访者被剥夺自由（措施有逮捕、被迫消失、被迫出行和软禁），大多发生于8月份，因为地方政府害怕这些人在G20期间发表批评政府的言论，例如无锡人沈爱斌，上海人谢云达、申琴芳、姚亚蛾、金建明、高文楠等多人被刑事拘留。

### 限制网络言论
香港媒体《南华早报》9月5日报道，杭州G20会议召开期间，中国大陆正面临自2015年天津大爆炸以来最为严格的互联网言论审查。根据香港大学推出的WeiboScope发布的数据，周日（2016年9月4日）新浪微博发表的每一万个帖子中，就有18个被当局审查或删除。另外，被审查最多的中文词语包括“国家”、“峰会”、“机场”和“杭州”，以及习近平在演讲中引用《国语·晋语》的“通商宽农”（農的简化字）读成“通商宽衣”也被大规模屏蔽，中宣部也下令国内媒体和网站禁止讨论此事。而“新华社”、“人民日报”及“央视新闻”等中国官方新闻机构在微博上发表的很多帖子的评论被关闭，只允许转载。或者极少数评论可以被保留，其余则删除。